# Harlingerode
Harlingerode [ˈhaʁ.lɪŋɘˌʁoːdɘ] ist ein Stadtteil von Bad Harzburg im Landkreis Goslar. Mit 2.981 Einwohnern (Stand: 31. Dezember 2022) handelt es sich nach der Kernstadt und Bündheim um die drittgrößte Ortschaft im Stadtgebiet.

## Geographie

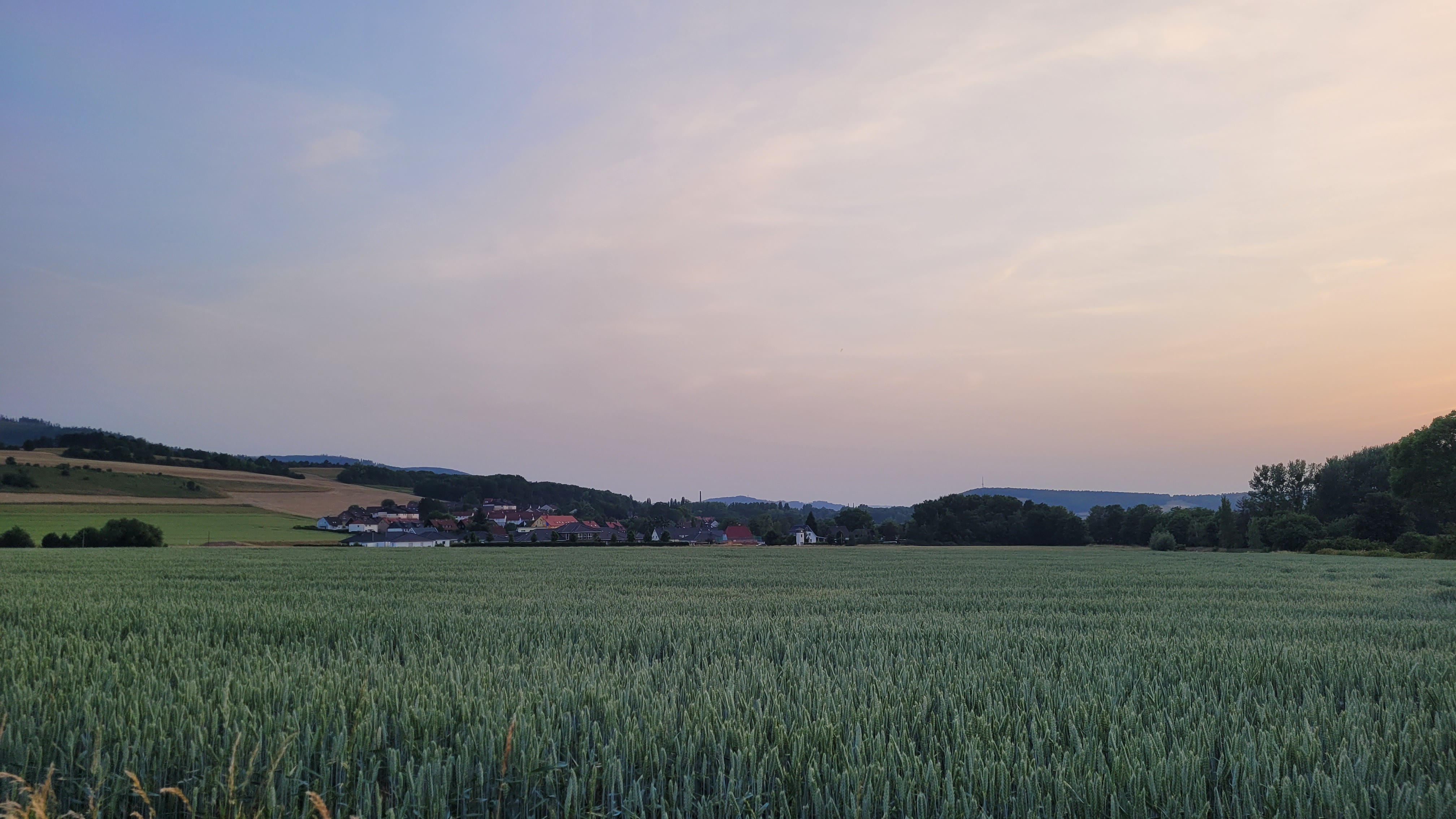
Harlingerode am Langenberg, Juni 2022

### Lage
Harlingerode liegt nordwestlich der Kernstadt auf einer Höhe zwischen 190 m ü. NHN und 250 m ü. NHN am Steilhang des Langenbergs. Die Gemarkung ist zwischen 170 m ü. NHN (Okertal südlich Vienenburg) und 304 m ü. NHN (Soldatenkopf, Langenberg) hoch.

### Nachbarorte
| Immenrode, Probsteiburg         | Vienenburg                                  | Lochtum, Bettingerode, Gut Radau    |
| Goslar (Innenstadt, Sudmerberg) | Kompassrose, die auf Nachbargemeinden zeigt | Westerode, Radauanger               |
| Oker                            | Göttingerode                                | Bad Harzburg (Schlewecke, Bündheim) |

### Flächenaufteilung
nach 950 Jahre Harlingerode, Stand 2000.

### Geologie

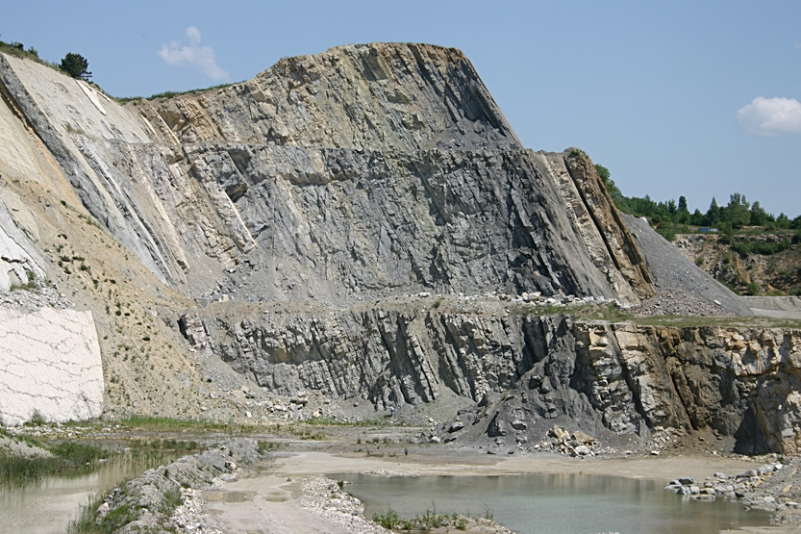
Nordharzrandverwerfung im Kalksteinbruch Langenberg

Durch die direkte Lange an der Nordharzrandverwerfung sind die Harlingeröder Böden sehr gut erkundet. Der Ort liegt unweit des Südrandes der Norddeutschen Tiefebene, der sich hier in den recht scharfen Übergang von tertiären zu mesozoischen Erdschichten in Richtung Langenberg bemerkbar macht. Die Böden verjüngen sich von Süden nach Norden deutlich: Stammt der nördliche Steilhang des Berges aus dem Weißen Jura, so verschiebt sich das Alter im südlichen Oberharlingerode hin zur Unteren Kreide und wird etwa ab der Höhe Landstraße von tertiären Schichten eingenommen.
Im Norden geht die Ortschaft auf bis zu 190 m ü. NHN in den Wiederberg über, eine zwischen den Flusstälern der Oker und der Radau landwirtschaftlich intensiv genutzte Lössebene. Hier dominiert heutzutage der Anbau von Weizen, bis in die 1950er-Jahre wurde jedoch hauptsächlich Hafer angebaut.
Der Wiederberg fällt nach Westen in das Tal der Oker ab; dieser Hang wird als Steiles Ufer bezeichnet. Das Okertal wird durch Kiesablagerungen dominiert und trägt historisch den Namen Steinfeld. Nach Osten geht der Wiederberg in das Tal der Radau über.

### Gewässer

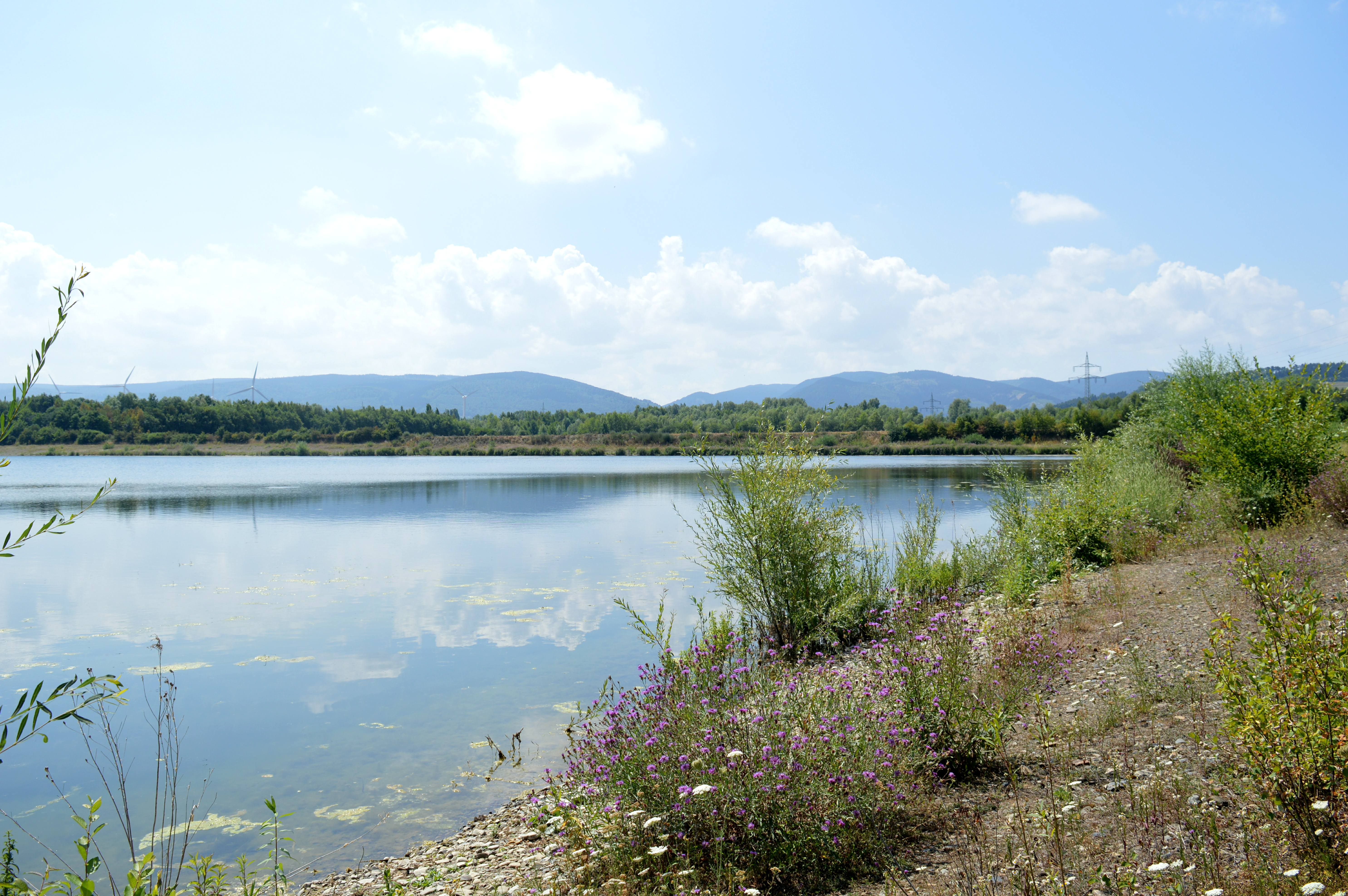
Das Steinfeld als Seenlandschaft im Okertal südlich Vienenburg

Die Gemarkung wird im Wesentlichen durch den Hurlebach entwässert. Seine Quelle hat der Bach am Langenberg auf der ehemaligen Grube Hansa westlich der Göttingeröder Straße. Im Ortsgebiet verläuft der Bach unterirdisch und nimmt mehrere (heutzutage verrohrte) Nebenbäche, sogenannte Strüllecken, aus dem Süden (Beispiel: Bruchreihe) auf. Der Hurlebach verlässt die Ortschaft im Nordosten und mündet in Vienenburg  in die Oker.
Der Teufelsbach entspringt nordöstlich von Harlingerode im Gewerbegebiet Bad Harzburg-Nord. Er fließt nach Nordosten in das Radauer Holz und mündet jenseits der Feldmark in die Radau.
Im äußersten Nordwesten fließt die Oker bei Probsteiburg. Sie bildet hier ungefähr die Grenze zur Feldmark von Immenrode. Das Gebiet steht als Okertal südlich Vienenburg in großen Teilen unter Naturschutz.

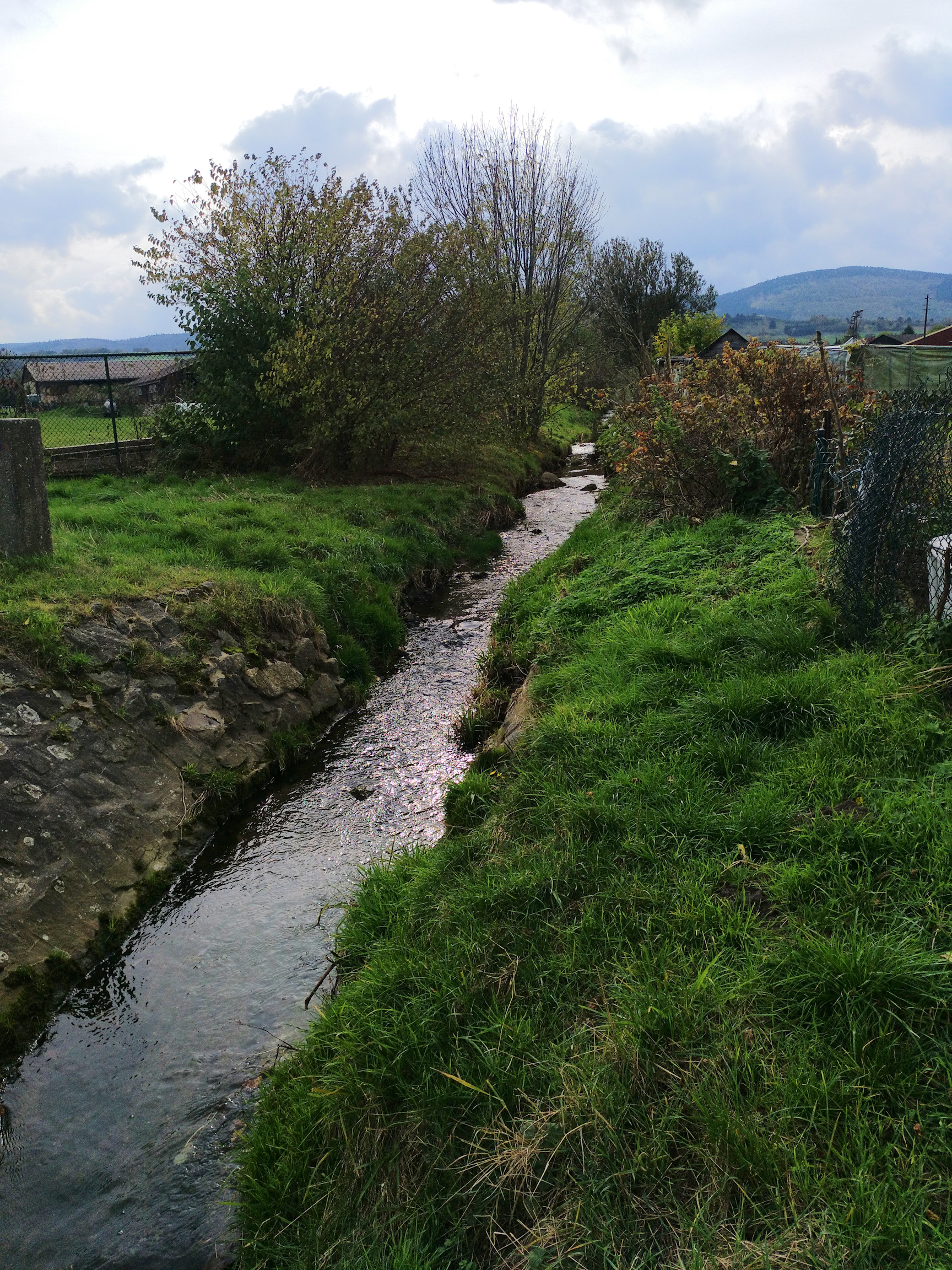
Hurlebach
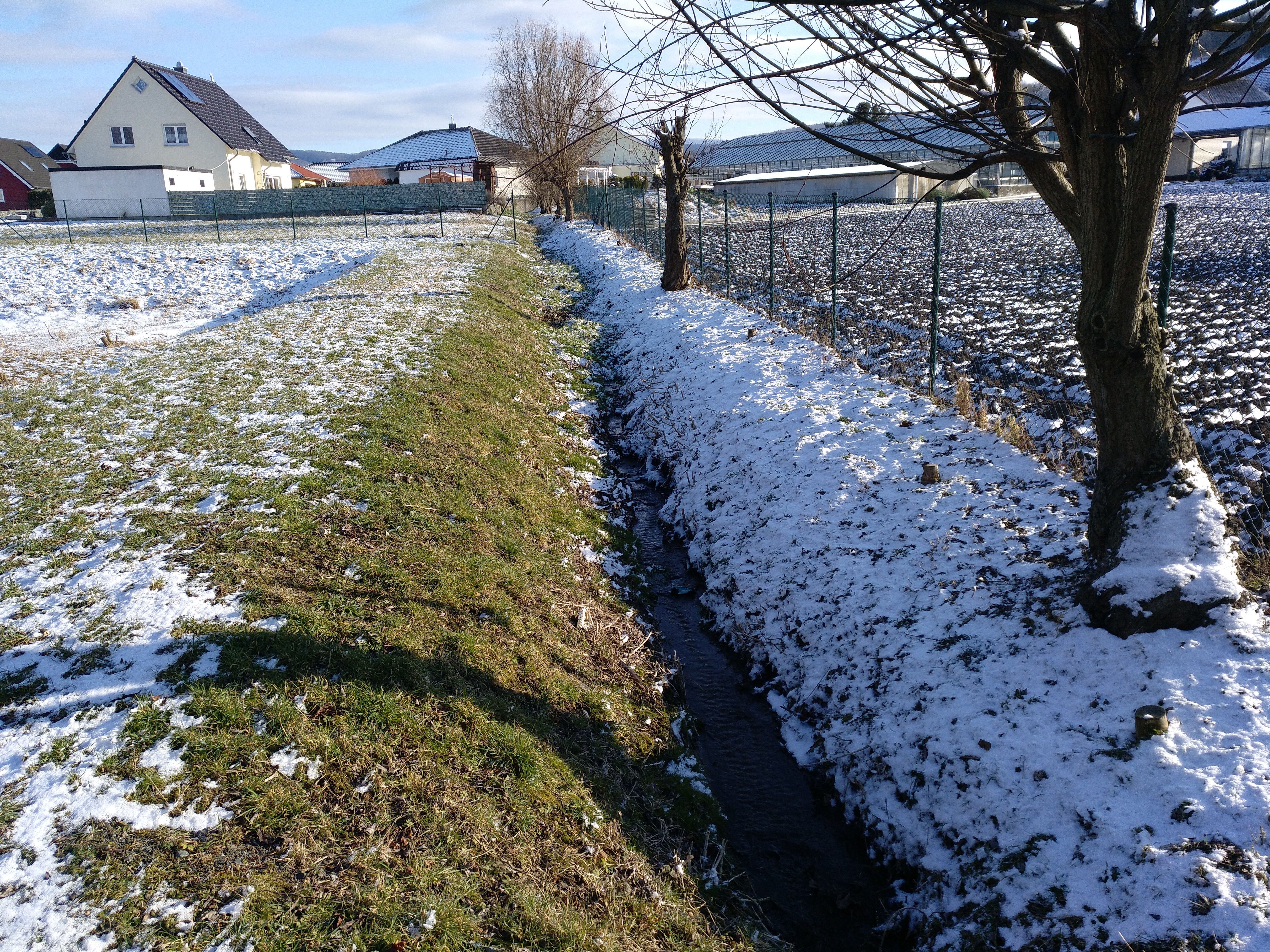
Bruchreihe
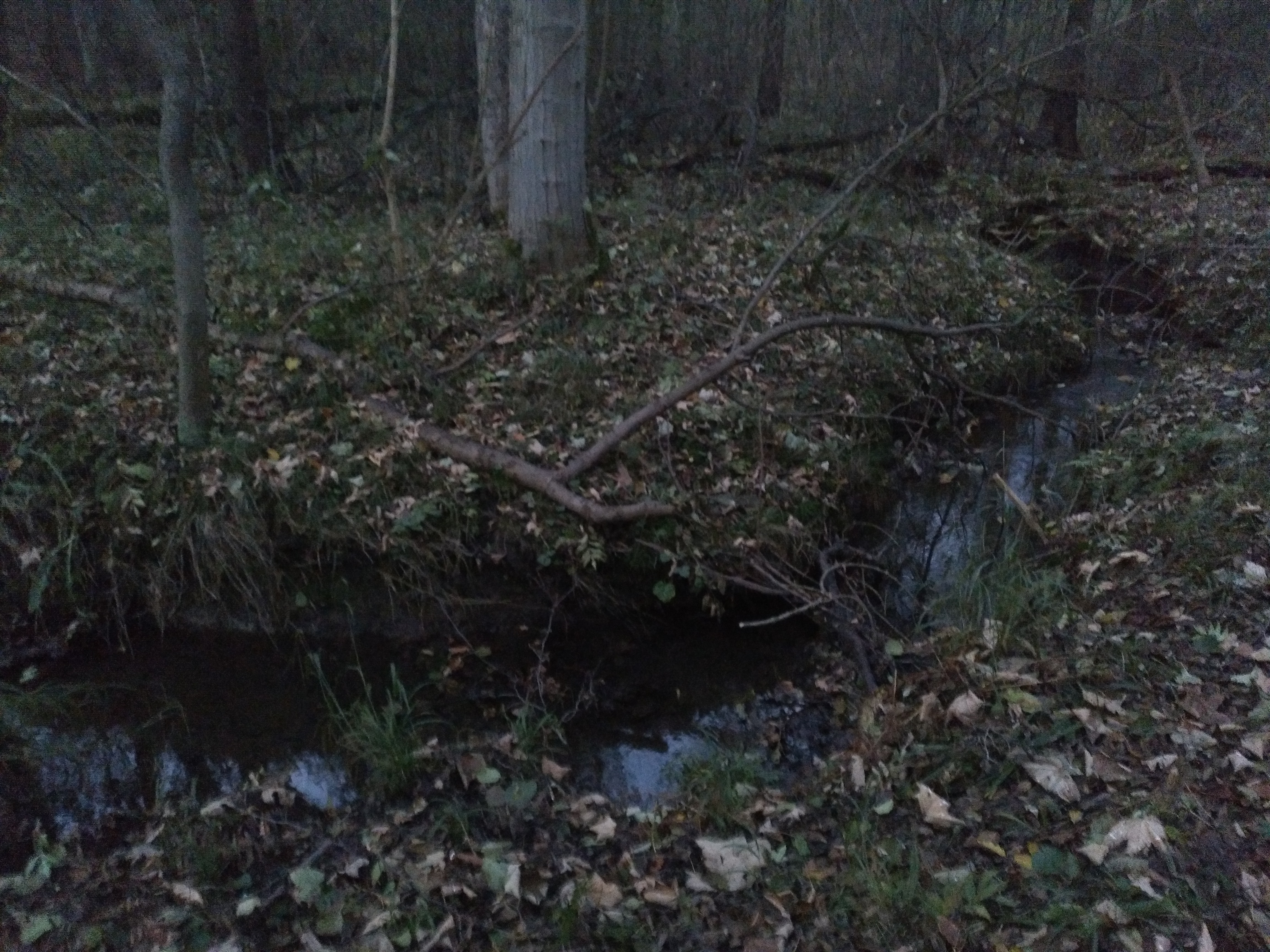
Teufelsbach

### Umweltschutz und Altlasten
Die Harlingeröder Böden sind durch die jahrhundertelange Verhüttungsgeschichte der Zinkhütte Harlingerode und angrenzender Werke sehr stark mit Blei, Zink, Kupfer und Cadmium (Werte über 10 ppm/kg Oberboden) belastet, landwirtschaftliche Erzeugnisse aus der Feldmark sind nicht für den menschlichen Verzehr freigegeben und werden ausschließlich in der Futtermittelindustrie behandelt. Eine vergleichbare Schwermetallbelastung mit ähnlichen Auswirkungen (Gressenicher Krankheit) ist im Raum Stolberg-Eschweiler in Nordrhein-Westfalen zu finden. Mehrere Flächen im Kalten Feld unmittelbar nördlich der Zinkhütte Harlingerode wurden komplett aufgegeben. Hinzu kommen außerordentlich starke Belastungen der Flüsse Radau und Oker; nach der nordwestlichen Feldmark wurde in zwei Dissertationen eine Pflanzenkrankheit als Oker- oder Steinfeldkrankheit benannt. Seit 1977 erfolgen daher im Auftrag der Hildesheimer Gewerbeaufsicht Depositionsmessungen im Harlingeröder Umfeld, die zunächst Staubniederschläge und Blei- und Cadmiumdepositionen umfassen. 2009 wurde das Messrepertoire um Arsen/Nickel und 2011 um Thallium erweitert. Aufgrund der montanindustriellen Vergangenheit war von 2019 bis 2022 unter der Schirmherrschaft von Olaf Lies eine Lenkungsgruppe für ein umweltmedizinisches Gutachten aktiv.

## Geschichte
Zugehörigkeit Harlingerodes
Harlingerode kann auf eine mehr als tausendjährige Geschichte zurückblicken. Von historischer Bedeutung sind die Errichtung der Zinkhütte Harlingerode und die Gründung von Göttingerode in den 1930er-Jahren sowie die Europasaurus-Funde am Kalksteinbruch Langenberg. Mit dem Gesetz zur Neugliederung der Gemeinden im Bereich des Harzes erfolgte am 1. Juli 1972 die Eingemeindung in die Stadt Bad Harzburg, zugleich wurde das Gebiet aus dem Landkreis Wolfenbüttel ausgegliedert und dem Landkreis Goslar zugeschlagen.

### Ortsname
Harlingerode ist nach einer Person benannt, wie es für die Endung -ingerode laut dem 2018 herausgebrachten Niedersächsischen Ortsnamenbuch stets der Fall ist. In seiner Ersterwähnung hieß Harlingerode Heregeltingerot. Der Name der Person ist nicht eindeutig, wird im Ortsnamenbuch aber als Herigold angesetzt und in Bezug zu altsächsisch heri „Heer“ und geldan „zahlen“ gesetzt. Eine andere Deutung ist Herilo. Der Lokalhistoriker Richard Wieries schrieb dazu im Jahr 1937:

„Was die Deutung angeht, so haben wir wohl die Rodung der Sippe eines Herilo vor uns, eines Kämpfers, Helden.“

### Gründungssage
Eine bis in das 19. Jahrhundert verbreitete Gründungssage im Ort bezieht sich auf eine Wüstung namens Harlierode: So sollen angeblich die Bewohner dieser Ortschaft auf halber Strecke zu Wöltingerode ihre alte Heimat aufgegeben haben und weiter südlich ihre neue Siedlung gegründet haben. Da es sich bei Harlingerode seit 1053 um ein Vorwerk des Goslarer Domstifts handelte und die Endung -ingerode auf eine höchstens 150 Jahre frühere Gründung schließen lässt, müsste es sich hier um eine sehr alte Wüstung handeln, die zudem denselben Bestimmungsnamen wie das heutige Harlingerode trüge. Der Lokalhistoriker Hilmar von Strombeck ging im Jahre 1873 sogar noch weiter und deutete, falls diese Theorie wahr ist, dass „Neu-Harlingerode“ auch die Einwohnerschaft des vorher ebenfalls untergegangenen Jettgerode/Göttingerode umfasst:

„Die Sage sagt, daß das Dorf, welches hier gestanden [hat], Harlierode geheißen habe, und daß nach dem Eingehen desselben und von Jettgerode die Bewohner beider Ortschaften sich an der Stelle des jetzigen Harlingerode wieder angebaut haben […]“

Problematisch ist hier aber, dass Göttingerode erst nach Harlingerode erwähnt wurde und zudem Belege für eine Existenz der alten Siedlung bis ins 15. Jahrhundert vorliegen. Ein noch gewagterer Ansatz aus dem Ende des 19. Jahrhunderts ging gar von einem Bezug zum ostgermanischen Stamm der Heruler aus, wogegen die enorme zeitliche und räumliche Distanz spricht.

### Ortsgeschichte

#### Frühgeschichte
Harlingerode wurde im 10. Jahrhundert von dem sächsischen Adelsgeschlecht der Billunger angelegt. Diese verfügten bis 1053 über diese Ortschaft, als der Graf Tiemo (Thietmar von Sachsen) infolge eines Konflikts mit Heinrich III. in die Verbannung geschickt und sämtliche seiner Güter beschlagnahmt wurden. Heinrich III. stellte am 3. Juni 1053 eine Schenkungsurkunde an das Goslarer Domstift aus, womit der Ort erstmals geschichtliche Überlieferung findet. Papst Viktor II. bestätigte dem Domstift den Besitz 1057 und bezeichnete das Landgut als Herlingerode.
In den folgenden 150 Jahren baute das Goslarer Domstift die Ortschaft zu einem seiner 11 Haupthöfe aus. Der Haupthof befand sich in dem heutigen Straßenring Brunnenstraße – Viehweide – Meinigstraße auf dem Kirchbrink westlich der heutigen St.-Marien-Kirche und ist die Keimzelle der frühen Ortsentwicklung. Für das Jahr 1181 werden neben dem Haupthof 10 weitere Höfe für Harlingerode genannt. Nachdem das Domstift das System der Haupthöfe um 1200 aufgab, spalteten sich die Höfe in Harlingerode in drei Großhöfe auf, diese Entwicklung hielt bis in das 16. Jahrhundert an. 1346 wurde der erste Pfarrer urkundlich genannt, folglich muss es zu diesem Zeitpunkt auch eine Kirche, vermutlich nur eine Kapelle, gegeben haben.
Das Spätmittelalter war im Harlingeröder Umland durch eine starke Wüstungsperiode geprägt, die allesamt Rodungsorte betraf. Der Einfluss auf die Harlingeröder Feldmark blieb jedoch marginal. Die einzige sicher bezeugte Wüstung auf historischem Harlingeröder Gebiet ist Göttingerode.

#### Neuzeit bis Zweiter Weltkrieg
Im Zuge des Dreißigjährigen Krieges wurde Harlingerode Ende 1625 zusammen mit Schlewecke niedergebrannt. Auch die erst kurz zuvor errichtete St. Marien-Kirche fiel den Flammen zum Opfer. Die Kirche in ihrer heutigen Form wurde im Oktober 1750 eingeweiht und erhielt 1794/95 einen Kirchturm. Das Domstift, das noch in der Mitte des 18. Jahrhunderts als Gutsherr über die meisten Höfe im Ort und das Feuchtgebiet „Harlingeröder Bruch“ östlich der Siedlung verfügte, wurde Anfang des 19. Jahrhunderts aufgelöst. Der Harlingeröder Friedhof am Rupenklint wurde am 18. November 1854 eingeweiht.
Bis zur Mitte des 19. Jahrhunderts blieb Harlingerode ein von Landwirtschaft und Handwerk geprägtes Dorf. Ein erster Schritt zur Industrialisierung wurde durch Wilhelm Castendyck eingeleitet, der 1857 am Langenberg rentable Erzvorkommen ausfindig machte und dadurch 1861 die Grube Hansa am Langenberg gegründet wurde. Sie förderte bis zu ihrer Stilllegung 1960 mit Unterbrechung ca. drei Millionen Tonnen Erz. Im Jahr 1880 wurde in Harlingerode eine Post-Agentur eingerichtet.
Durch einen Staatsvertrag zwischen dem Herzogtum Braunschweig und Preußen erhielt Harlingerode 1905 aus der Gemarkung Vienenburg rund 4,5 km² Gebiet nördlich der Halberstädter Altstraße. 1910 wurde die örtliche Feuerwehr gegründet. Am 1. Mai 1912 wurden die Bahnstrecke Bad Harzburg–Oker und der am heutigen Fleischerweg errichtete Bahnhof Harlingerode eröffnet.
Als stabile politische Kraft hielt sich die SPD sowohl in der Zeit der Weimarer Republik als auch in der Frühzeit des Dritten Reichs: Sie errang bei der letzten planmäßigen Gemeinderatswahl 1931 einen Stimmenanteil von beinahe 50 %, und auch bei der Reichstagswahl März 1933 siegte die Partei mit rund 47 % gegenüber der NSDAP mit 38 %.
Nach der „Machtergreifung“ durch die Nationalsozialisten begannen umfangreiche wirtschaftliche Investitionen im Ortsgebiet. 1935 wurden südlich des Langenbergs die nationalsozialistische Mustersiedlung Göttingerode und westlich an der Gemarkung Kaltes Feld die Zinkhütte Harlingerode gegründet, die bis in die 1970er-Jahre die modernste Anlage ihrer Art in Deutschland darstellte. Bedingt durch das Rammelsbergprojekt in den Jahren 1936/37 waren in ihr 618 Menschen angestellt, rund 200 von ihnen lebten als Zwangsarbeiter in einem Barackenlager südlich der heutigen Landstraße Richtung Oker.
Die Bundesstraße 6 führte in den 1930er-Jahren kurzzeitig über die Landstraße durch Harlingerode, bevor 1939 die Neubaustrecke über Göttingerode freigegeben wurde.
Am Abend des 10. April 1945 trafen Einheiten des 329. Regiments der 9. US-Armee aus Oker in Harlingerode ein, nachdem sie bereits zuvor Goslar einnahmen; sie zogen im Anschluss weiter ostwärts nach Bad Harzburg.

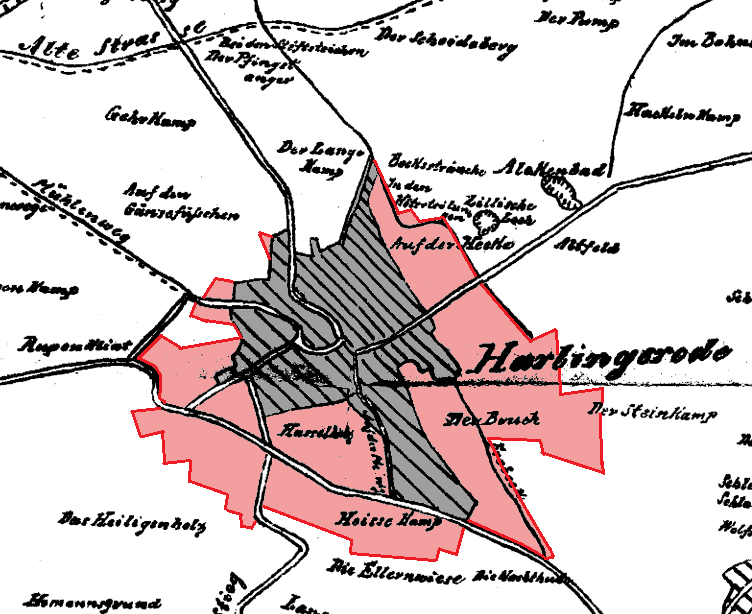
Ortsgebiet im Jahre 1910, heutiges Gebiet in rot koloriert
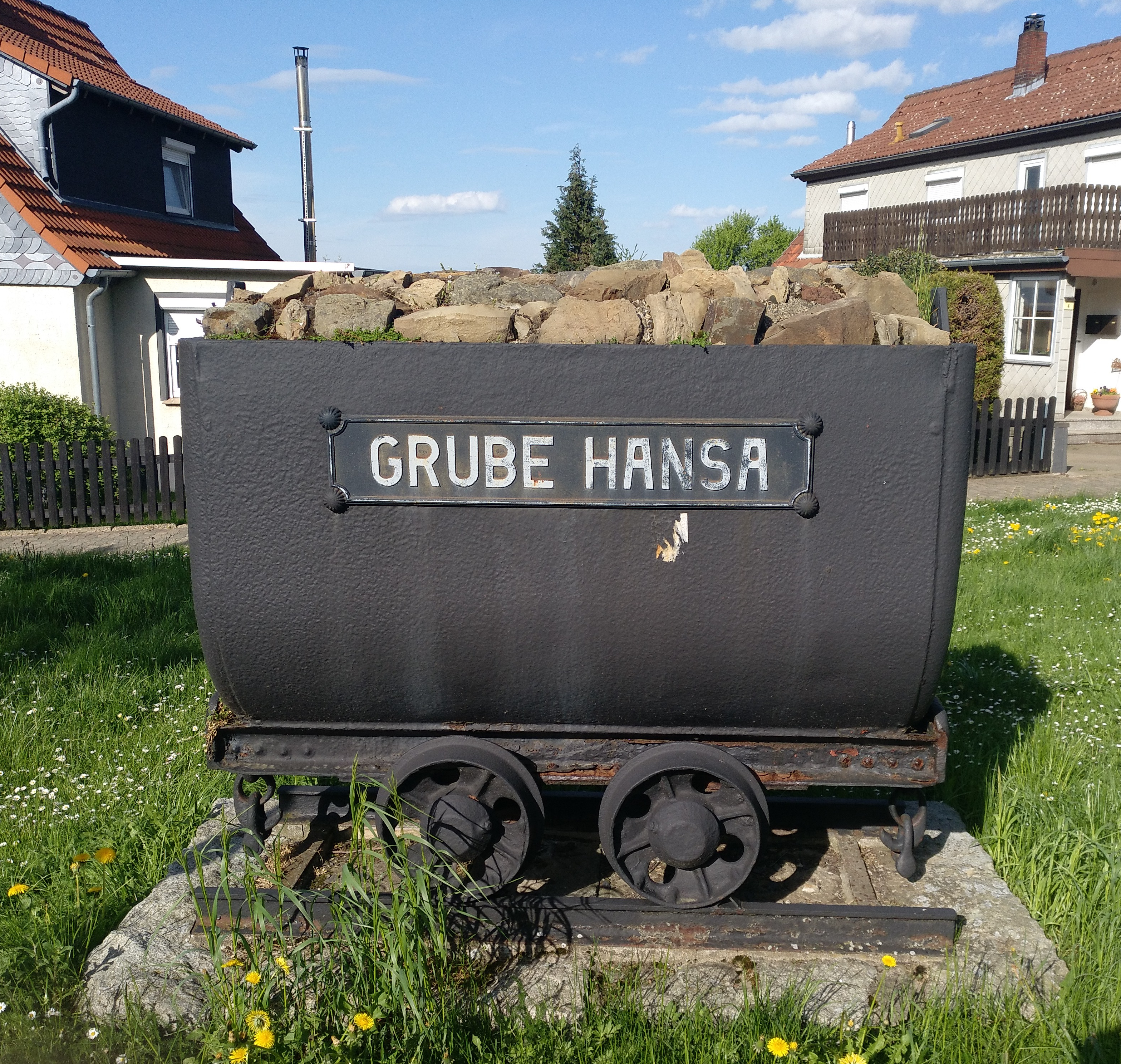
Hunt der Grube Hansa in Göttingerode
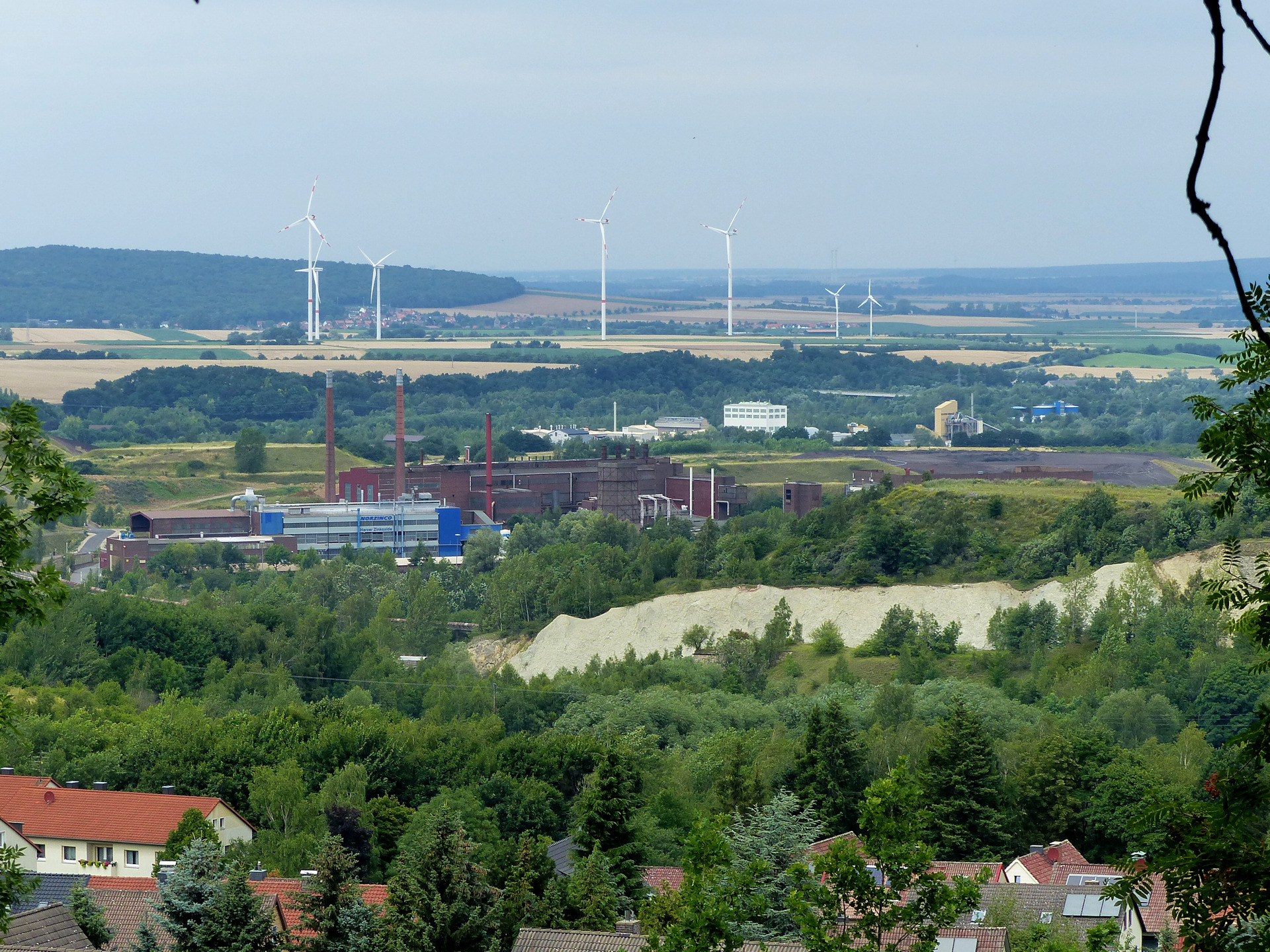
Zinkhütte Harlingerode

#### Nachkriegszeit
Die amerikanischen Besatzer ernannten Friedrich Bäsecke, der bereits im Jahre 1933 die Position innehatte, zum kommissarischen Bürgermeister. Die erste Sitzung des Gemeinderates nach dem Zweiten Weltkrieg wurde am 2. Dezember 1945 abgehalten, nachdem die Mitglieder durch die Militärregierung ernannt wurden. Innerhalb des SPD-Ortsvereins bestand ein Streit, der zu einer instabilen Situation der Bürgermeisterschaft in den ersten Jahren führte; bis zur Wahl Wilhelm Baumgartens regierten binnen sieben Jahre vier Bürgermeister.
Nach Ende des Zweiten Weltkrieges setzte ein starker Zustrom von Heimatvertriebenen hauptsächlich aus Schlesien in Harlingerode ein. Um der Situation Herr zu werden, wurde an der Bahnstrecke Vienenburg–Goslar an der Grenze zur Gemarkung Oker das Flüchtlingslager Steinfeld mit einer vorgesehenen Kapazität von 250 Personen eingerichtet, in der Praxis war die Bevölkerung mit ca. 1.000 Einwohnern aber wesentlich höher. Die Gemeinde Harlingerode lehnte einen dauerhaften Aufbau als Siedlung jedoch aufgrund der weiten Entfernung zum Hauptort ab. Der Einwohnerzuwachs kam auch der heimischen Industrie zugute, die einen hohen Bedarf an Arbeitskräften aufwies und hier auch auf Fachkräfte (Beispiel: Schlesische Bergarbeiter im Dienst der Grube Hansa) zurückgreifen konnte.
Ein Problem in den 1950er-Jahren stellte die wachsende Montanindustrie dar. Durch den Koreakrieg nahm die Produktion der Zinkhütte Harlingerode ab Anfang der 1950er-Jahre erheblich zu, sodass die starken Blei- und Schwefeldioxidemissionen der Vegetation erheblichen Schaden zufügte. Die Schäden nahmen so starke Ausmaße an, dass Anfang der 1960er-Jahre von mehreren Kommunalpolitikern die „Gesellschaft für Landschaftspflege im Amtsbezirk Harzburg“ gegründet wurde. Ein durch den Hildesheimer Landschafts- und Gartenarchitekten Dr. Werkmeister verfasster, etwa 100 Seiten langer „Landschaftsplan für den Amtsbezirk Harzburg“ dokumentierte die Verhältnisse.
Im November 1960 zog die Gemeindeverwaltung vom bisherigen Gebäude in der Viehweide in die Landstraße 26 um. Das am Langenberg gelegene Gebäude ist in zeitgenössischer Architektur gehalten, der Standort wurde zusammen mit einem Fußweg zwischen dem Steilen Weg und der Göttingeröder Straße zugunsten der Erreichbarkeit aus Göttingerode gewählt. Die mittlerweile erschöpfte und in den letzten Jahrzehnten nur noch im Weitungsbau betriebene Grube Hansa/Hermann wurde am 23. August 1960 stillgelegt. Am 1. Januar 1962 trat für die Renaturierung des Langenbergs ein Gesellschaftsvertrag in Kraft, der die Aufforstung verödeter und verwüsteter Flächen, die Anpflanzung von Windschutzreihen, Baumbepflanzung an Wegen und Wasserläufen sowie die Errichtung von Wanderwegen im Zeitraum bis 1975 vorsah.
Zwischen 1963 und 1966 wurde in Harlingerode mit großem Aufwand eine Abwasserkanalisation errichtet, dessen Abwässer im neuerrichteten Klärwerk Steinfeld verwertet wurden.
Am 14. Oktober 1970 wurde der Bau des Dorfgemeinschaftshauses (heutiges Freizeitzentrum) genehmigt und am 2. Juni 1972 in einer Eröffnungsfeier eingeweiht. Kurt Partzsch, ehemaliger niedersächsischer Sozialminister, hielt die Eröffnungsrede. In den 1970er-Jahren schritt in Harlingerode der Strukturwandel voran, so drosselte die Zinkhütte Harlingerode im Zuge der Erdölkrise Mitte der 1970er-Jahre ihre Kapazitäten und das Sägewerk Klages schloss im September 1972 durch Konkurs.
Verschiedene Neubauprojekte wurden ab den 1950er-Jahren in Angriff genommen, um Wohnraum zu beschaffen:
- 1953: In der Nachthude + Nebenstraßen
- 1957: Am Pfuhle, Josefstraße / Krautgarten
- 1960: „Harlingerode Ost“ – Steinkampsiedlung: Raabestraße, Lönsstraße, Ackerstraße u. a.
- 1965: Am Bahndamm / „Harlingerode Süd“ – Langenbergsiedlung: Am Langenberg, Hasselholz
- 1970: „Im Bruche“ – Herderstraße, Wilhelm-Busch-Straße, Lessingstraße

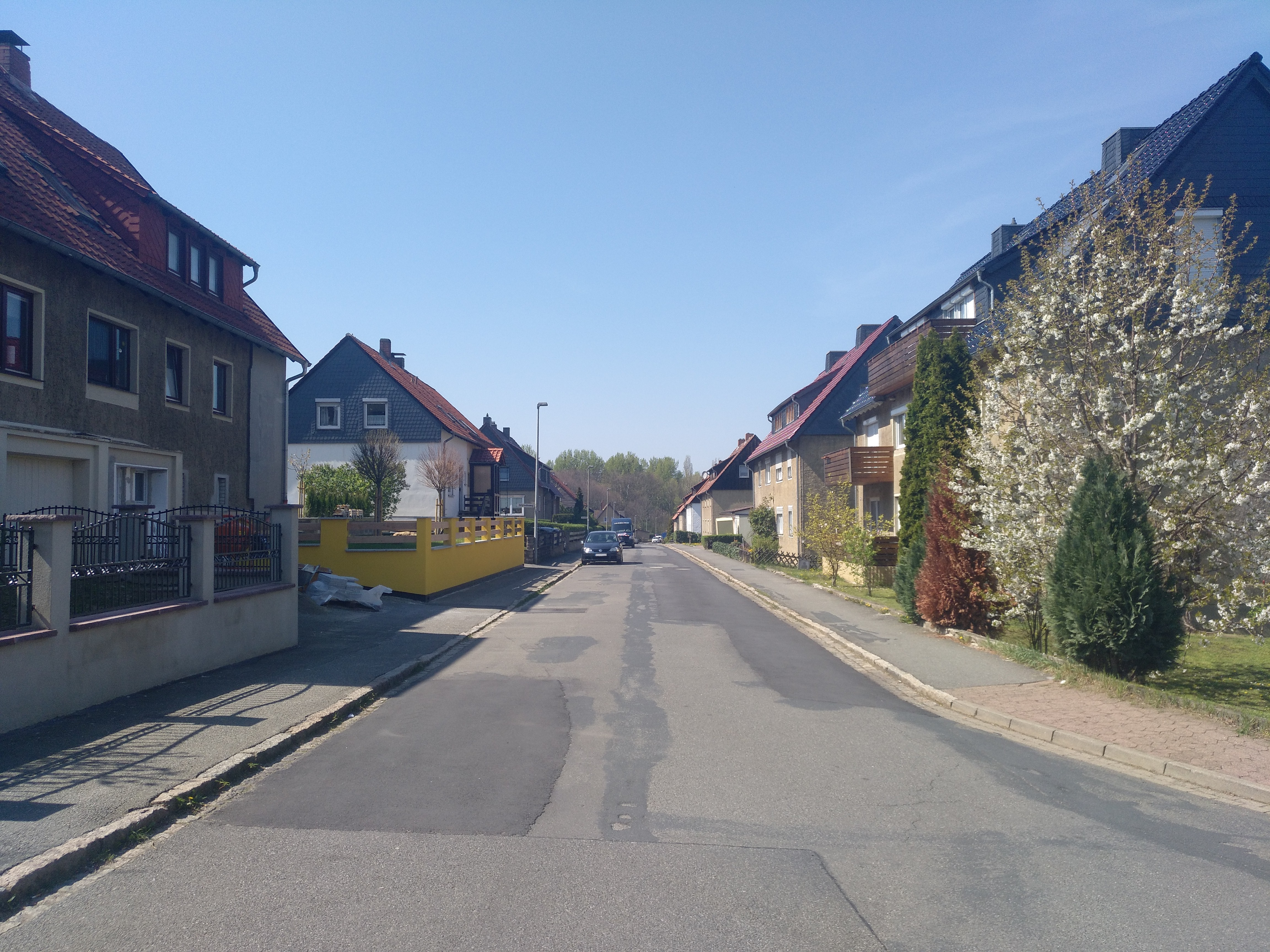
In der Nachthude ab 1953
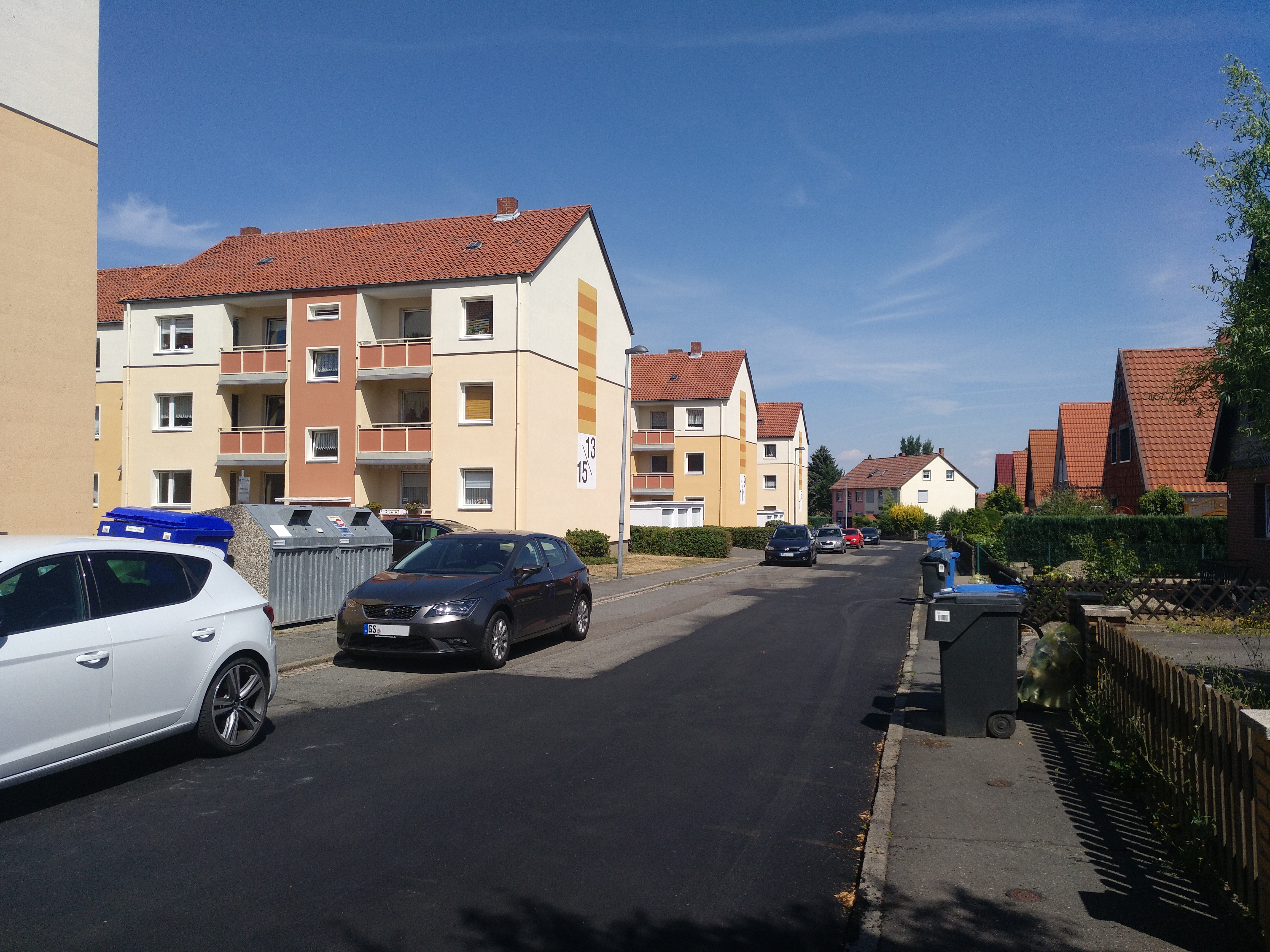
Harlingerode Ost – Raabestraße ab 1960
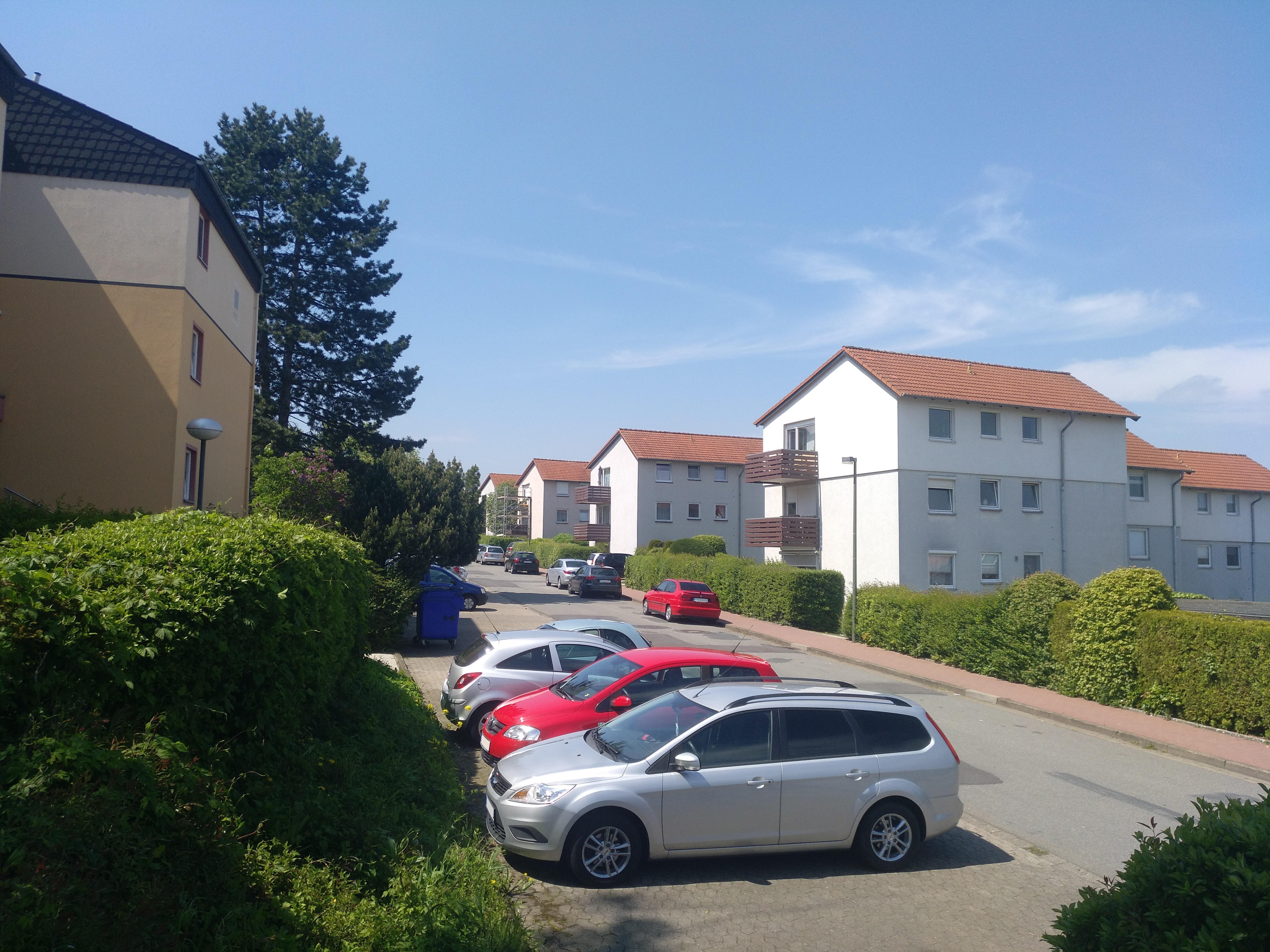
Harlingerode Süd – Am Langenberg ab 1965

#### Eingemeindung ab 1972

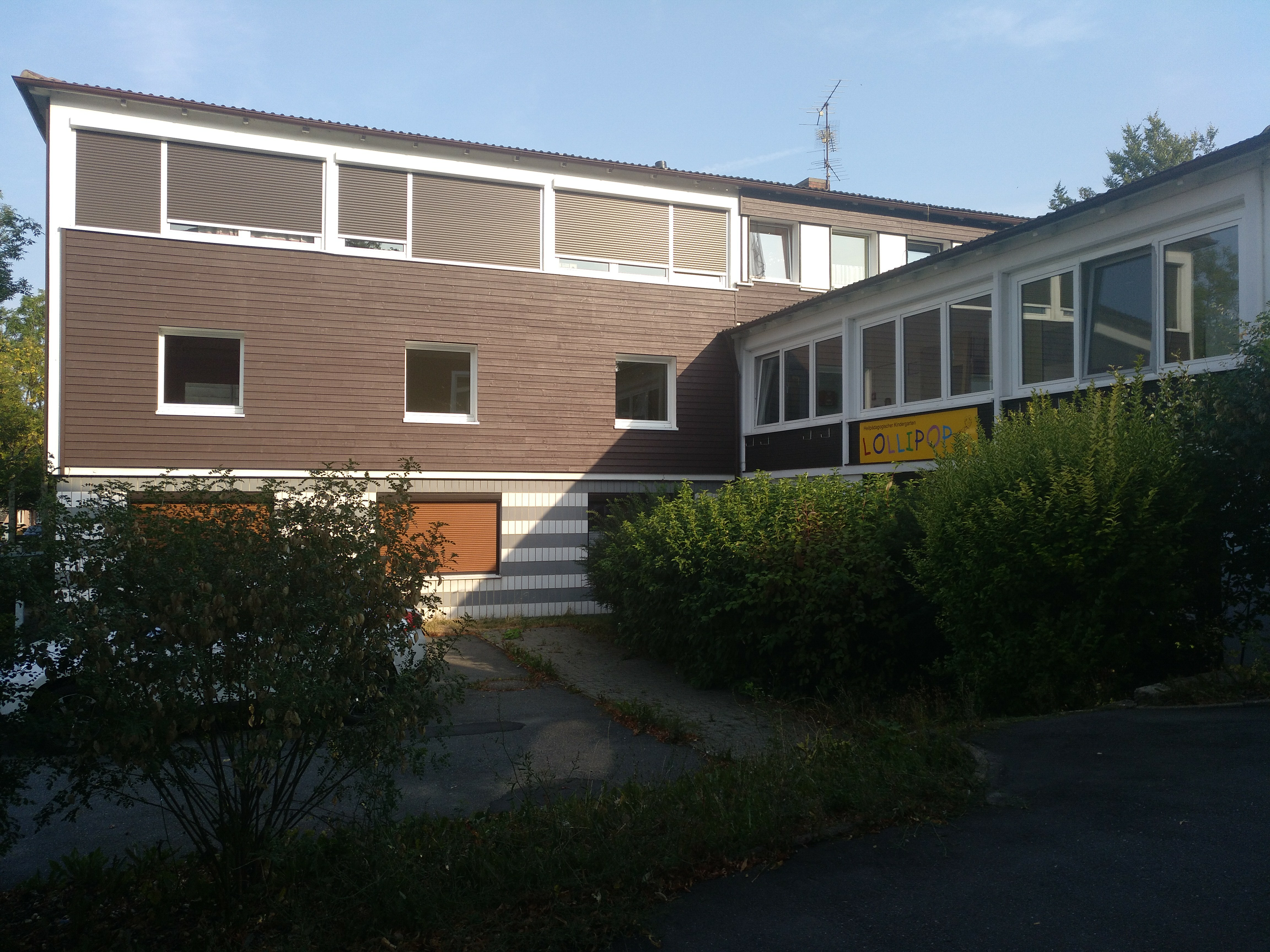
Neue Gemeindeverwaltung von 1960 bis 1972

Schon vor dem Gesetz zur Neugliederung der Gemeinden im Bereich des Harzes fanden Überlegungen zu Gemeindefusionen mit Harlingerode statt. Eine Verschmelzung der Gemeinden Harlingerode und Schlewecke wurde 1953/54 erwogen, jedoch durch Vorbehalte des Schlewecker Gemeinderates nicht ausgeführt.
Am 1. Juli 1972 wurden Harlingerode und Göttingerode in die Stadt Bad Harzburg eingegliedert. 1974 wurde Harlingerode vom Landkreis Wolfenbüttel dem Landkreis Goslar zugeschlagen. Der letzte Bürgermeister dankte nach der Gebietsreform 1972 ab, Ortsräte wurden auf dem neuen Stadtgebiet nicht eingerichtet. Die Gemeindeverwaltung wurde zur Zweigstelle der Lebenshilfe Goslar umgewidmet, der heilpädagogische Kindergarten „Lollipop“ hat dort seitdem seinen Sitz. Das Dorfgemeinschaftshaus wurde im Zuge der Gemeindezusammenlegung als Freizeitzentrum ausgewiesen. Bis zur Gebietsreform besaß Harlingerode die Postleitzahl „3383 Harlingerode“, danach wurde der Ort bis 1993 unter der Postleitzahl der Kernstadt „3388 Bad Harzburg“ geführt.
Die 1970er-Jahre wurden erheblich durch die früheren Planungen der Bundesautobahn 36 geprägt, die durch die nördliche Feldmark verlaufen sollte und nun als Bundesstraße 6 gewidmet ist. Schon 1972 erhielt Harlingerode einen eigenen Autobahnanschluss an der Bundesautobahn 395 (heutige A 369). Zwischen 1977 und 1983 fand zunächst eine Flurbereinigung statt, auf welcher der Bau der Neubaustrecke Bad Harzburg–Goslar zwischen 1983 und 1987 folgte. Im Dezember 1985 stellte der Kalksteinbruch Langenberg seinen Abbaubetrieb und die traditionsreiche Zinkhütte Harlingerode ihren Gesamtbetrieb zusammen mit dem Bergwerk Rammelsberg am 30. Juni 1988 endgültig ein. Ebenso wurde der Passagierbahnhof im Mai 1987 nach mehreren Rückbauten stillgelegt.
Anfang der 1990er-Jahre geriet die nördliche Feldmark in Harlingerode in den städtischen Planungsfokus für einen Windpark. Zugleich wurde in diesem Zeitraum das Gewerbegebiet Ellernwiesen südlich der Landstraße errichtet, das einen Teil der in der Montanbranche verlustig gegangenen Arbeitsplätze kompensierte. Konkretisiert wurde die Idee für einen Windpark ab 1997 durch die Aufnahme in das Planungskonzept des Landkreises Goslar, sodass zwischen 2001 und 2002 am Galgenberg der Windpark Harlingerode errichtet wurde. Insgesamt fünf Windkraftanlagen des Typs Vestas V80-2.0 MW speisen Strom in das Avacon-Netz. Betrieben werden die Anlagen von der in Ankum ansässigen Bürgerstrom GmbH.
Weitere Baumaßnahmen im Ort folgten um und ab der Jahrtausendwende: Ab ca. 1998 begann nördlich der Ortschaft am Hackelkamp/K46 die Erschließung des Gewerbegebiets Bad Harzburg-Nord, das in dieser Größenordnung in Bad Harzburg einzigartig ist. Zudem wurden folgende Neubaugebiete in Angriff genommen:
- 1998: Neubaugebiet „Steinkamp“
- 2008: Neubaugebiet „Vor dem Bruche“

2011 wurde im Neubaugebiet „Vor dem Bruche“ ein Wohnangebot der in Vienenburg ansässigen Mansfeld-Löbbecke-Stiftung von 1833 eingerichtet, das der individuellen Förderung und Betreuung von Kindern und Jugendlichen mit bedarfswertem Lebenshintergrund dient. Im Jahre 2013 erfolgte eine Grundsanierung des Feuerwehrhauses, unter anderem wurde eine Schwarz-Weiß-Trennung  errichtet und mehrere Erweiterungen und Modernisierungen durchgeführt.

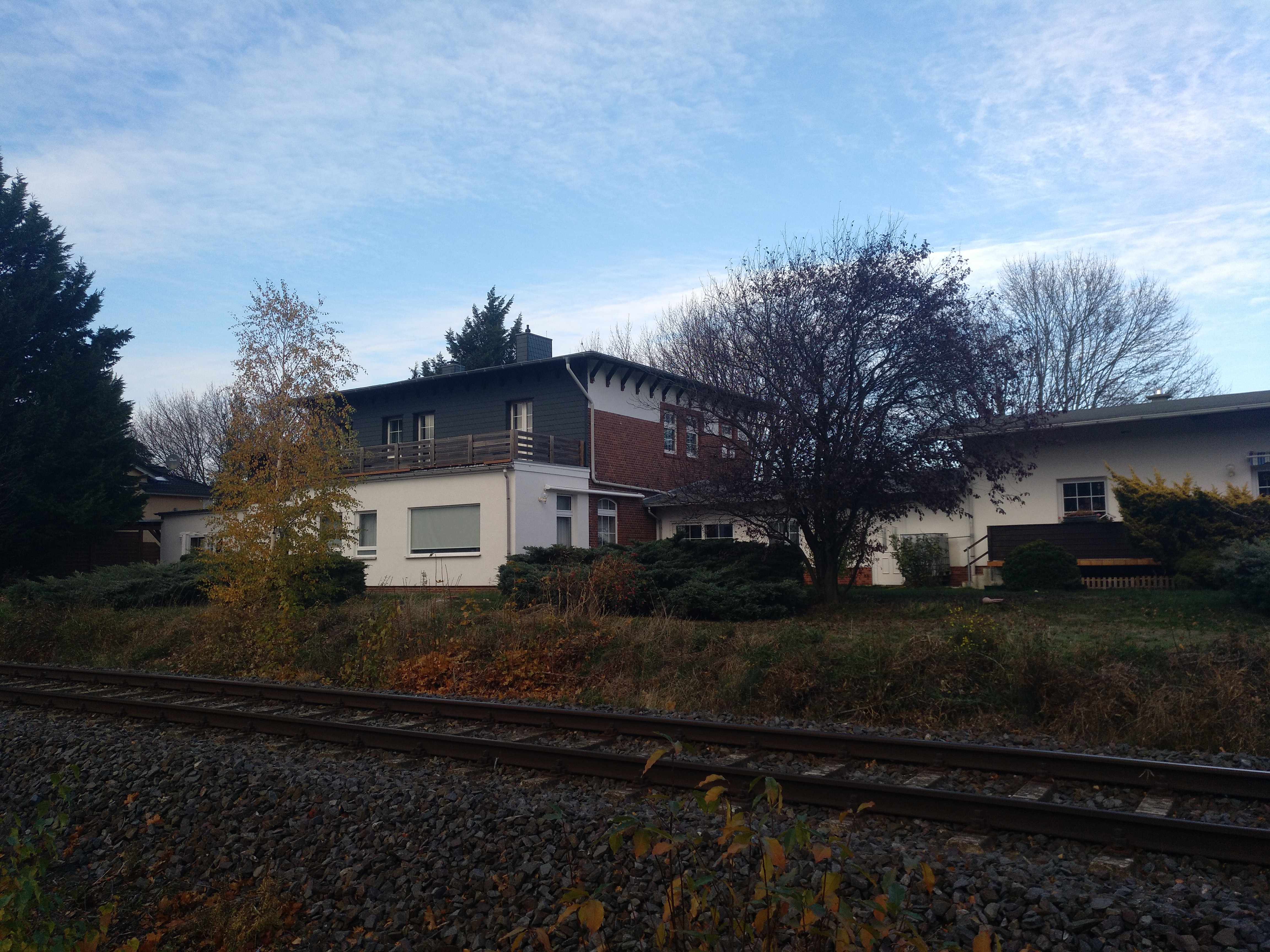
Bahnhof Harlingerode, von 1912 bis 1987 in Betrieb
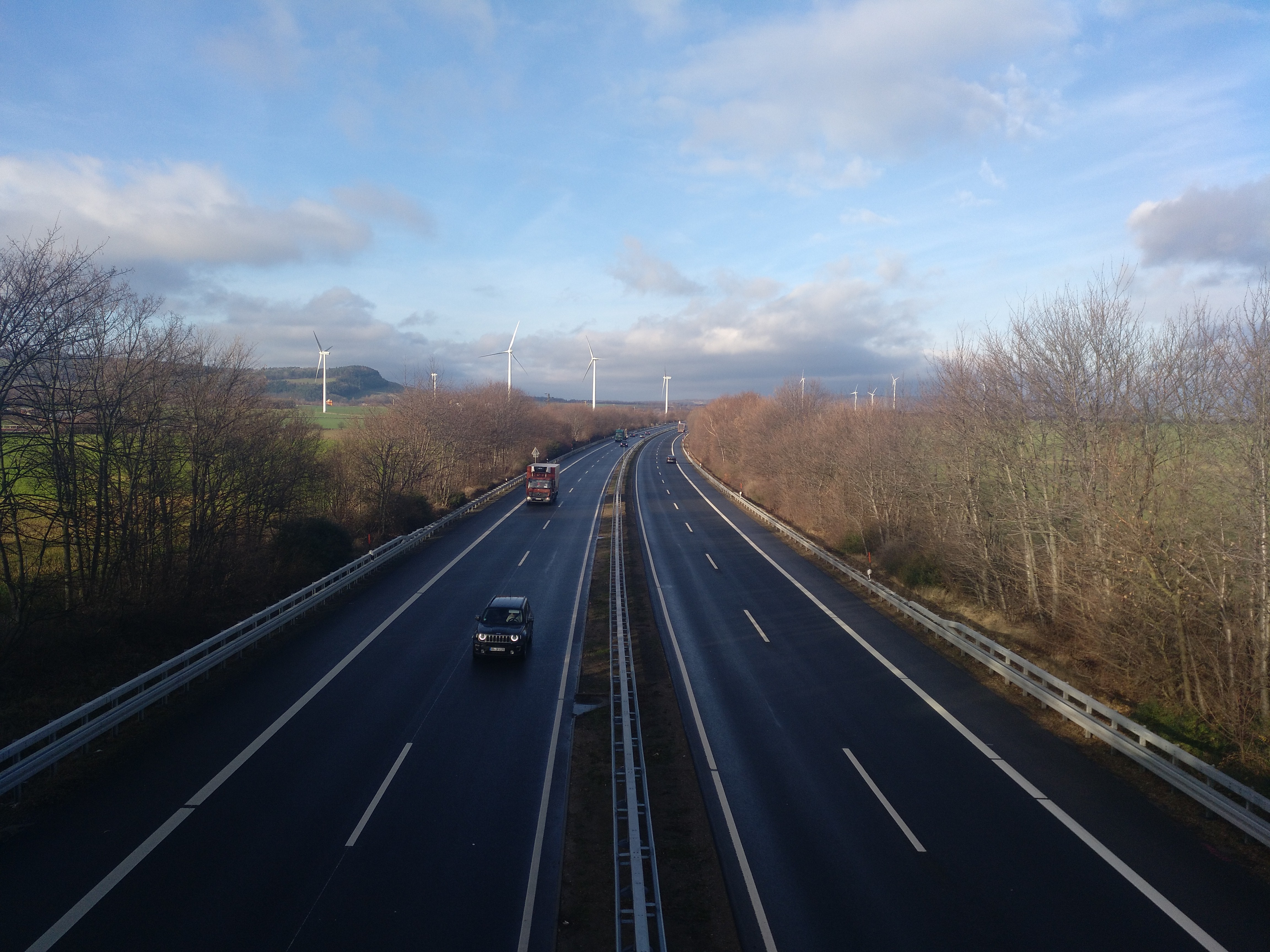
Vierspuriger Neubau der Bundesstraße 6
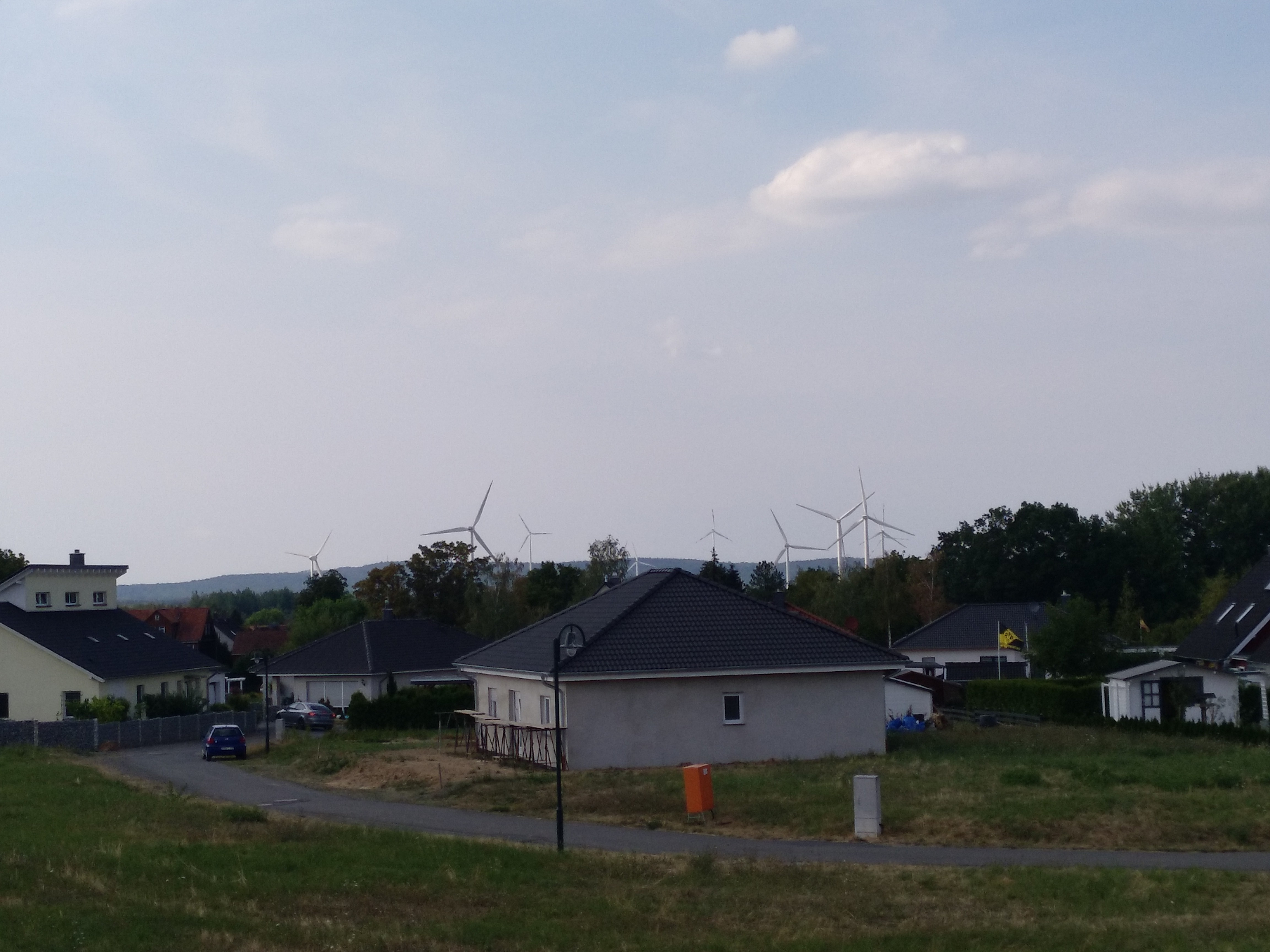
Neubaugebiet Vor dem Bruche; im Hintergrund der Windpark Harlingerode

### Bürgermeister
Vor der Gemeindereform 1972 wurden Bürgermeister für die Gemeinde gewählt, welche die Ortsteile Harlingerode und Göttingerode umfasste.
| Bürgermeister                   | Amtszeit  | Bürgermeister                                  | Amtszeit                             |
| ------------------------------- | --------- | ---------------------------------------------- | ------------------------------------ |
| August Willgeroth               | 1896–1914 | Friedrich „Fritz“ Bäsecke (SPD, kommissarisch) | April 1945 bis April 1946            |
| Wilhelm Willgeroth              | 1915–1923 | Walter Fricke                                  | April 1946 bis Oktober 1946          |
| Richard Dieber                  | 1924      | Hermann Breustedt                              | Oktober 1946 bis August 1947         |
| Emil Schimmler                  | 1924–1927 | Hermann Koch                                   | August 1947 bis Dezember 1948        |
| Richard Dieber                  | 1927–1932 | Karl Bosse                                     | Dezember 1948 bis 4. Dezember 1952   |
| Friedrich „Fritz“ Bäsecke (SPD) | 1932–1933 | Wilhelm Baumgarten (SPD)                       | 4. Dezember 1952 bis 17. August 1967 |
| Otto Gereke                     | 1933–1945 | Helmut Rieck                                   | 17. August 1967 bis 30. Juni 1972    |

(Quelle: 950 Jahre Harlingerode – 1053–2003)

### Bevölkerung
Harlingerode war ein anfangs bäuerliches, ab Beginn des 20. Jahrhunderts traditionell kleinbürgerlich und von der Industrie maßgeblich geprägter Vorort, dessen Wirtschaftsstruktur im Gegensatz zur Bad Harzburger Kernstadt nicht vom Tourismus geprägt ist. Die Bewohner waren oftmals Kleingrundbesitzer, die sich nach der Arbeit auf ihre „Scholle“ zurückzogen. Mit dem allgemeinen Strukturwandel wandelte sich Harlingerode zum 21. Jahrhundert hin zu einem Pendlerort, der zwar selbst über eigene Arbeitsplätze verfügt, dessen Bewohner aber meist in die nahegelegenen Städte (Goslar, Bad Harzburg, Braunschweig) pendeln und dort ihrer Arbeit nachgehen.
Im Jahre 1850 besaß Harlingerode rund 1.000 Einwohner. Bis in das frühe 20. Jahrhundert entwickelte sich die Bevölkerung relativ konstant nach oben und entschleunigte sich anschließend in den 1920er-Jahren. Durch die Gründung des einstigen Ortsteils Göttingerode und dem hohen Bedarf an Arbeitskräften erfolgte ein relativ rascher Anstieg der Einwohnerzahl von 2.519 (1933) auf 3.783 Einwohner (1939).
Der Zustrom von Heimatvertriebenen nach Kriegsende beförderte die Wachstumssituation zunächst: Von den 6.157 Einwohnern im Jahre 1950 gehörten über 40 % nicht zur ortsansässigen Bevölkerung, für 1955 gilt für die Gemeinde gar eine Zahl von 48 %. Der historisch höchste gemessene Einwohnerstand – geltend für Harlingerode, Göttingerode und das Flüchtlingslager Steinfeld – wurde 1951 mit 6.231 Einwohnern erreicht. Hauptsächlich durch den weitestgehenden Abbau von Arbeitsplätzen in der Harlingeröder Montanindustrie, ab den 1990er-Jahren auch durch Abwanderungsbewegungen und den demografischen Wandel folgte eine Phase des starken Einwohnerrückgangs: Zwischen 1972 (4.389 EW) und 2010 (3.065 EW) nahm die Bevölkerung im Schnitt um etwa 1 % pro Jahr ab.
Die Tabelle zeigt die Einwohnerzahlen einschließlich der Nebenwohnsitze jeweils zum 31. Dezember des entsprechenden Jahres (1964 bzw. ab 2005). 2018 zum 30. Juni des Jahres.
| Harlingerode Bevölkerungsentwicklung seit 1663                                                       | Harlingerode Bevölkerungsentwicklung seit 1663 | Harlingerode Bevölkerungsentwicklung seit 1663 | Harlingerode Bevölkerungsentwicklung seit 1663 | Harlingerode Bevölkerungsentwicklung seit 1663 | Harlingerode Bevölkerungsentwicklung seit 1663 | Harlingerode Bevölkerungsentwicklung seit 1663 | Harlingerode Bevölkerungsentwicklung seit 1663 | Harlingerode Bevölkerungsentwicklung seit 1663 | Harlingerode Bevölkerungsentwicklung seit 1663 | Harlingerode Bevölkerungsentwicklung seit 1663 | Harlingerode Bevölkerungsentwicklung seit 1663 | Harlingerode Bevölkerungsentwicklung seit 1663 | Harlingerode Bevölkerungsentwicklung seit 1663 |
| Jahr                                                                                                 | EW                                             | Jahr                                           | EW                                             | Jahr                                           | EW                                             | Jahr                                           | EW                                             | Jahr                                           | EW                                             | Jahr                                           | EW                                             | Jahr                                           | EW                                             |
| --- | ---------------------------------------------- | ---------------------------------------------- | ---------------------------------------------- | ---------------------------------------------- | ---------------------------------------------- | ---------------------------------------------- | ---------------------------------------------- | ---------------------------------------------- | ---------------------------------------------- | ---------------------------------------------- | ---------------------------------------------- | ---------------------------------------------- | ---------------------------------------------- |
| 1663                                                                                                 | 312                                            | 1885                                           | 1.396                                          | 1947                                           | 5.441 1                                        | 1963                                           | 5.588 1                                        | 1984                                           | 3.792                                          | 2007                                           | 3.268                                          | 2015                                           | 3.043                                          |
| 1798                                                                                                 | 667                                            | 1891                                           | 1.167                                          | 1948                                           | 5.687 1                                        | 1964                                           | 5.701 1                                        | 1987                                           | 3.560                                          | 2008                                           | 3.210                                          | 2016                                           | 3.076                                          |
| 1806                                                                                                 | 728                                            | 1905                                           | 1.993                                          | 1949                                           | 5.857 1                                        | 1966                                           | 5.657 1                                        | 1990                                           | 3.638                                          | 2009                                           | 3.171                                          | 2017                                           | 3.082                                          |
| 1821                                                                                                 | 963                                            | 1911                                           | 2.145                                          | 1950                                           | 6.157 1                                        | 1969                                           | 5.604 1                                        | 1993                                           | 3.602                                          | 2010                                           | 3.065                                          | 2018                                           | 2.937                                          |
| 1823                                                                                                 | 818                                            | 1925                                           | 2.310                                          | 1951                                           | 6.231 1                                        | 1972                                           | 4.389                                          | 1996                                           | 3.526                                          | 2011                                           | 3.054                                          | 2019                                           | 2.918                                          |
| 1849                                                                                                 | 922                                            | 1933                                           | 2.519                                          | 1954                                           | 5.918 1                                        | 1975                                           | 4.146                                          | 1999                                           | 3.529                                          | 2012                                           | 3.067                                          | 2020                                           | 2.928                                          |
| 1852                                                                                                 | 967                                            | 1939                                           | 3.783 1                                        | 1957                                           | 5.668 1                                        | 1978                                           | 4.069                                          | 2002                                           | 3.362                                          | 2013                                           | 3.035                                          | 2021                                           | 0                                              |
| 1871                                                                                                 | 1.145                                          | 1946                                           | 5.162 1                                        | 1960                                           | 5.640 1                                        | 1981                                           | 3.931                                          | 2005                                           | 3.327                                          | 2014                                           | 3.027                                          | 0                                              | 0                                              |
| Quelle: 1806, 1964, grundsätzlich vor 1981 und nach jeweiligem Gebietsstand, ab 2011, 2018 und 2019. |                                                |                                                |                                                |                                                |                                                |                                                |                                                |                                                |                                                |                                                |                                                |                                                |                                                |

## Wirtschaft und Infrastruktur

### Wirtschaft

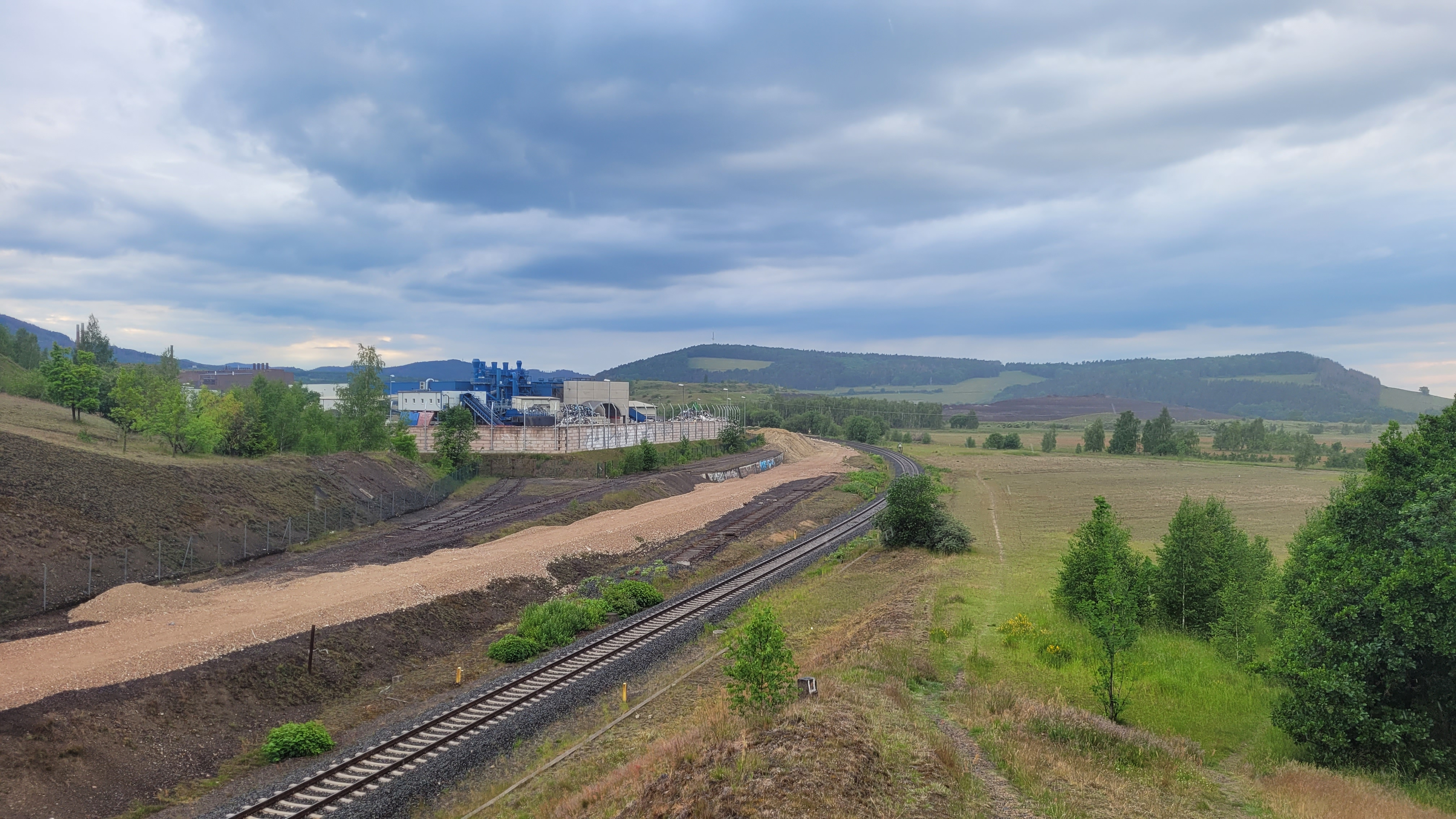
Deponielandschaft und Industrieentwicklungsfläche westlich von Harlingerode, 2022 (Bahnhof Oker Ost)

Harlingerode bildet mit dem Goslarer Stadtteil Oker eine Industrieregion und war mit der Zinkhütte Harlingerode im 20. Jahrhundert stark vom Rammelsberg abhängig.
Der Anlagenkomplex des einstigen Hüttenwerks Harz bildet heute einen regionalen Investitionsschwerpunkt der Kreislaufwirtschaft. Nach der Insolvenz der Harz-Metall GmbH erwarb die Industriepark und Verwertungszentrum Harz GmbH im Oktober 2020 die Liegenschaften ihrer Insolvenzmasse. Langfristig ist der Ausbau des Standortes durch den Umbau und die Vermarktung der Flächen unter Berücksichtigung der Altlastensanierung geplant. Ebenfalls auf dem Gelände ansässig ist Electrocycling als national bedeutender Elektronikschrottverwerter. Holz-Reimann ist als Industrieunternehmen der Holzindustrie im Gewerbegebiet Ellernwiesen in Harlingerode ansässig.
Das Nahversorgungszentrum Harlingerode befindet sich südlich der Bahnstrecke Bad Harzburg–Oker und wurde ab 1985 auf der Grundfläche des abgerissenen Sägewerks Klages entwickelt. Seit dem 12. Mai 1979 ist auf dem Gelände ein Vollsortimenter ansässig, zurzeit (Stand: 2022) wird der Nahvorsorger durch eine Kauffrau unter Betreuung der Edeka Minden-Hannover betrieben.
Zu Harlingerode zählt das rund 500 Hektar große Gewerbegebiet Bad Harzburg-Nord. Es wurde im Jahr 1998 südlich der Kreisstraße 46 planfestgestellt.

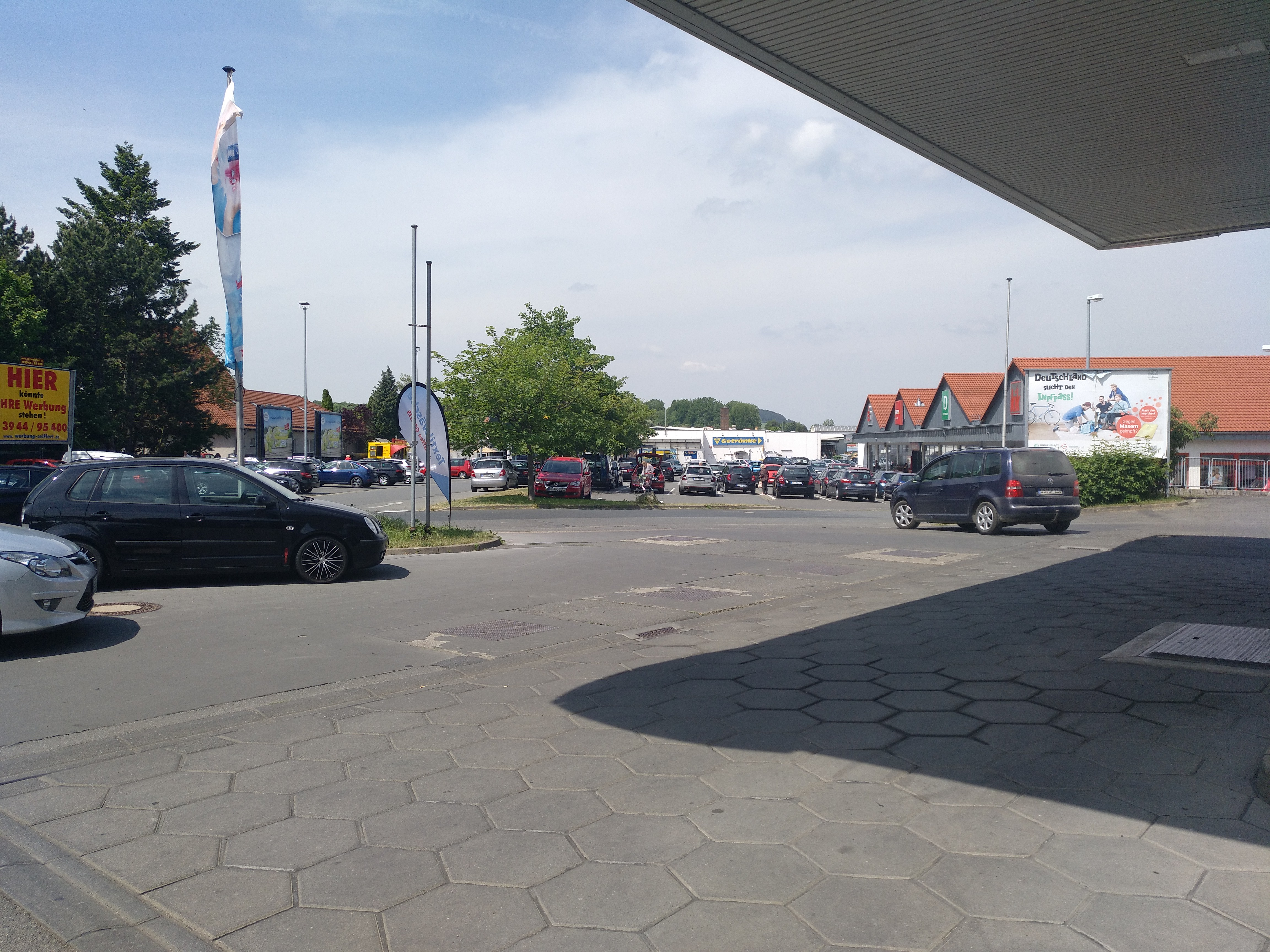
Einkaufskomplex im Ortskern
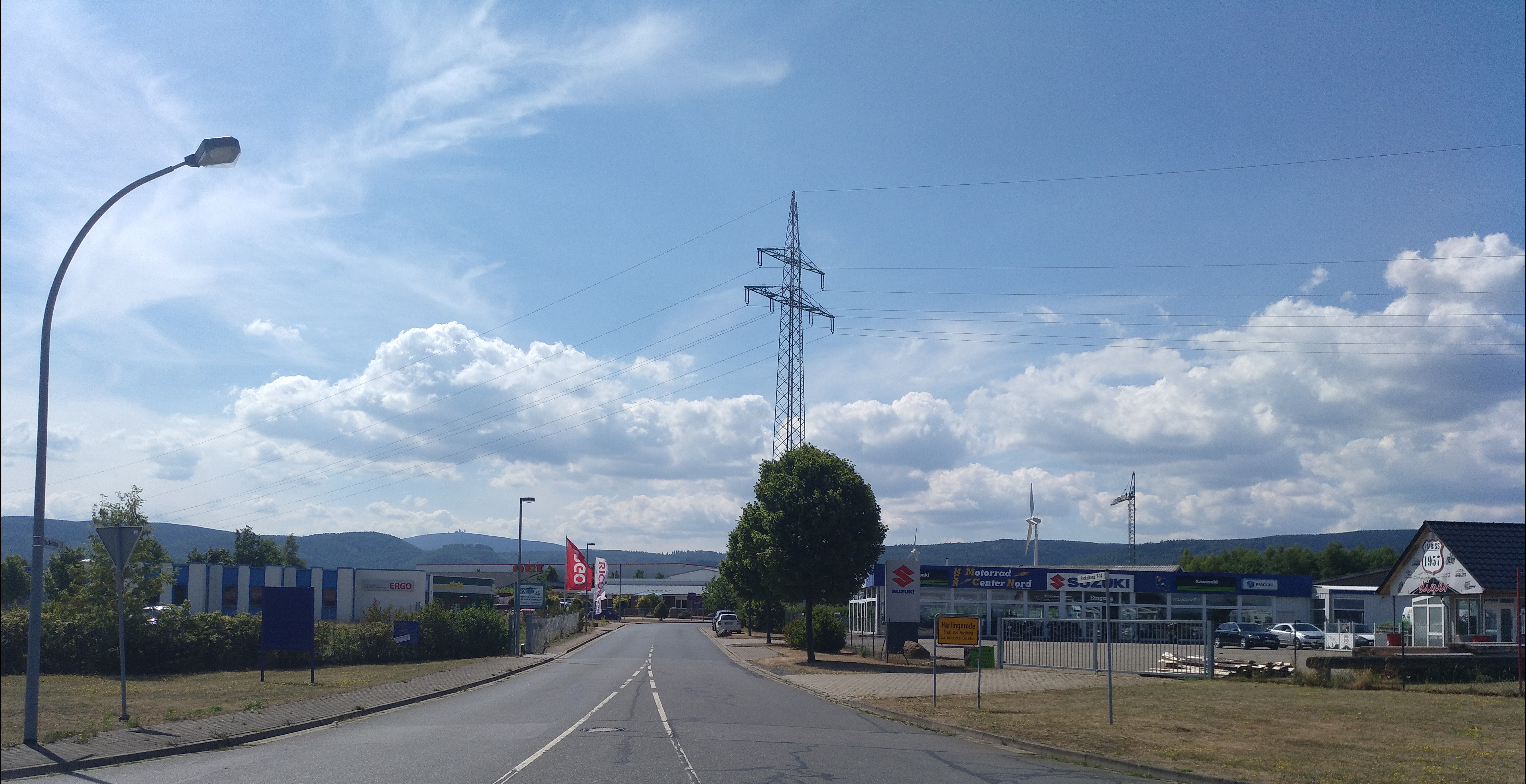
Gewerbegebiet Bad Harzburg-Nord

### Verkehr

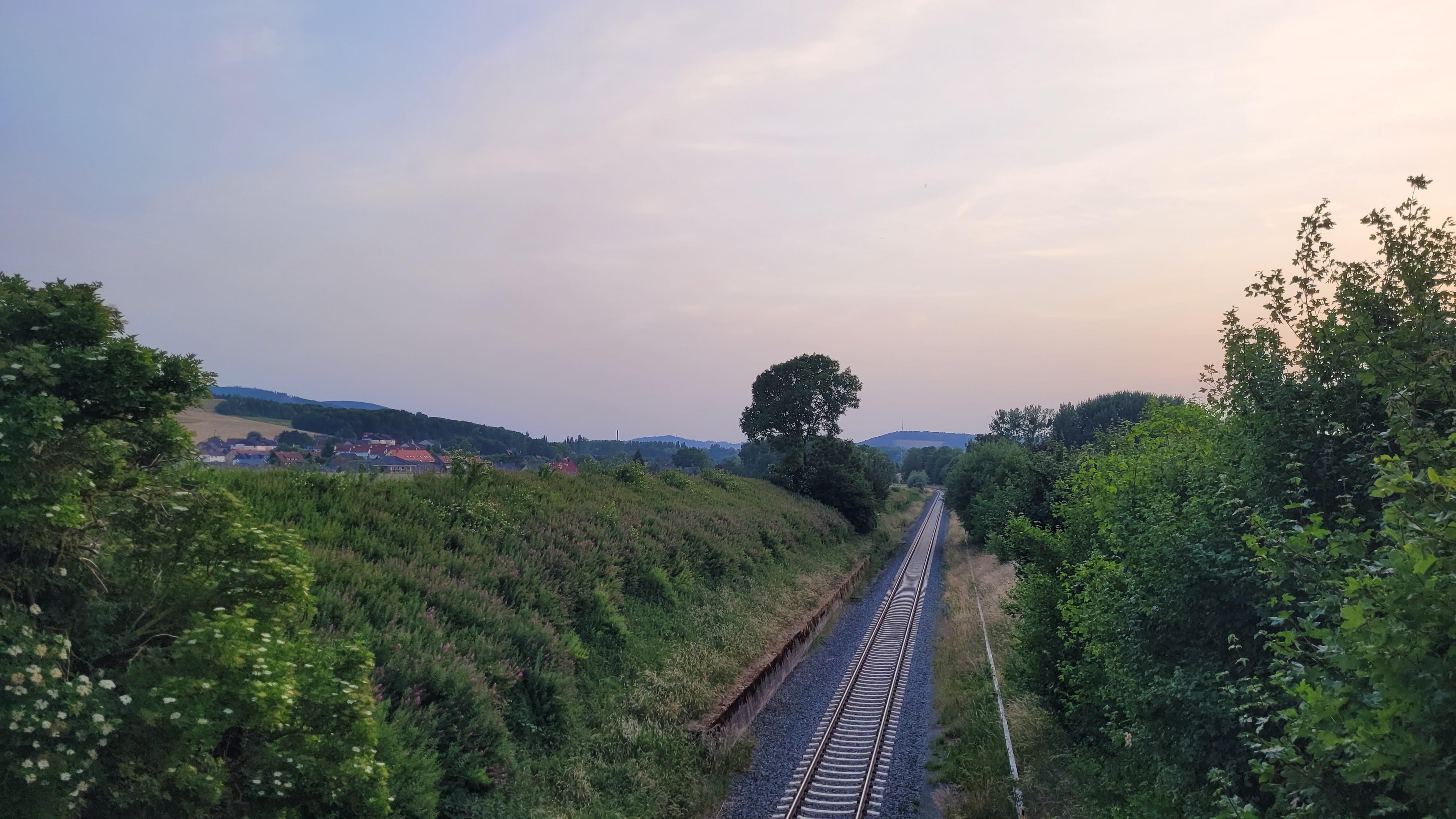
Bahnstrecke Bad Harzburg–Oker (km 34,6) Richtung Harlingerode

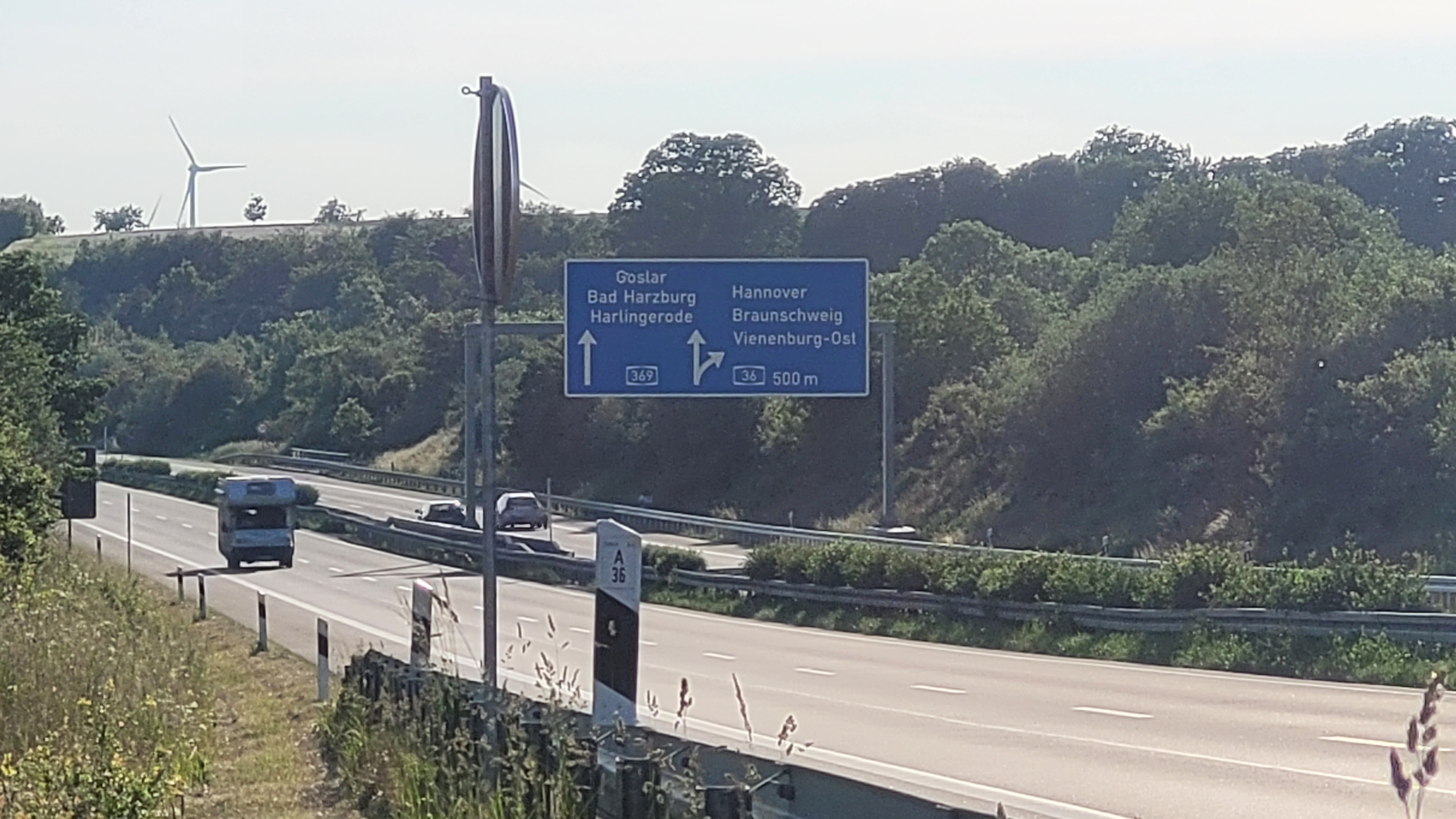
Beschilderung an der Bundesautobahn 36

#### Straßenverkehr
Harlingerode ist über die Kreisstraße 46 an die Bundesautobahn 369 und die Kreisstraße 25 an die Bundesstraße 6 angeschlossen.
Folgende Kreis- und Gemeindestraßen führen durch oder aus Harlingerode:
| Nr.  | Name                           | Verlauf                                                                     |
| ---- | ------------------------------ | --------------------------------------------------------------------------- |
| K 25 | Immenröder Straße Meinigstraße | Immenrode – – K 46/Planstraße – K 70/Landstraße                             |
| K 46 | Planstraße Viehweide           | Bettingerode – – K 25/Meinigstraße K 25/Immenröder Straße – K 70/Landstraße |
| K 70 | Landstraße                     | Schlewecke – K 25/Meinigstraße – K 46/Viehweide – Oker                      |
|      | Göttingeröder Straße           | Göttingerode – Landstraße                                                   |

Die Landstraße verfügt über einen Radweg, der im Westen vor Oker durchgängig von Bad Harzburg nach Goslar verfügt.

#### Linienbusse

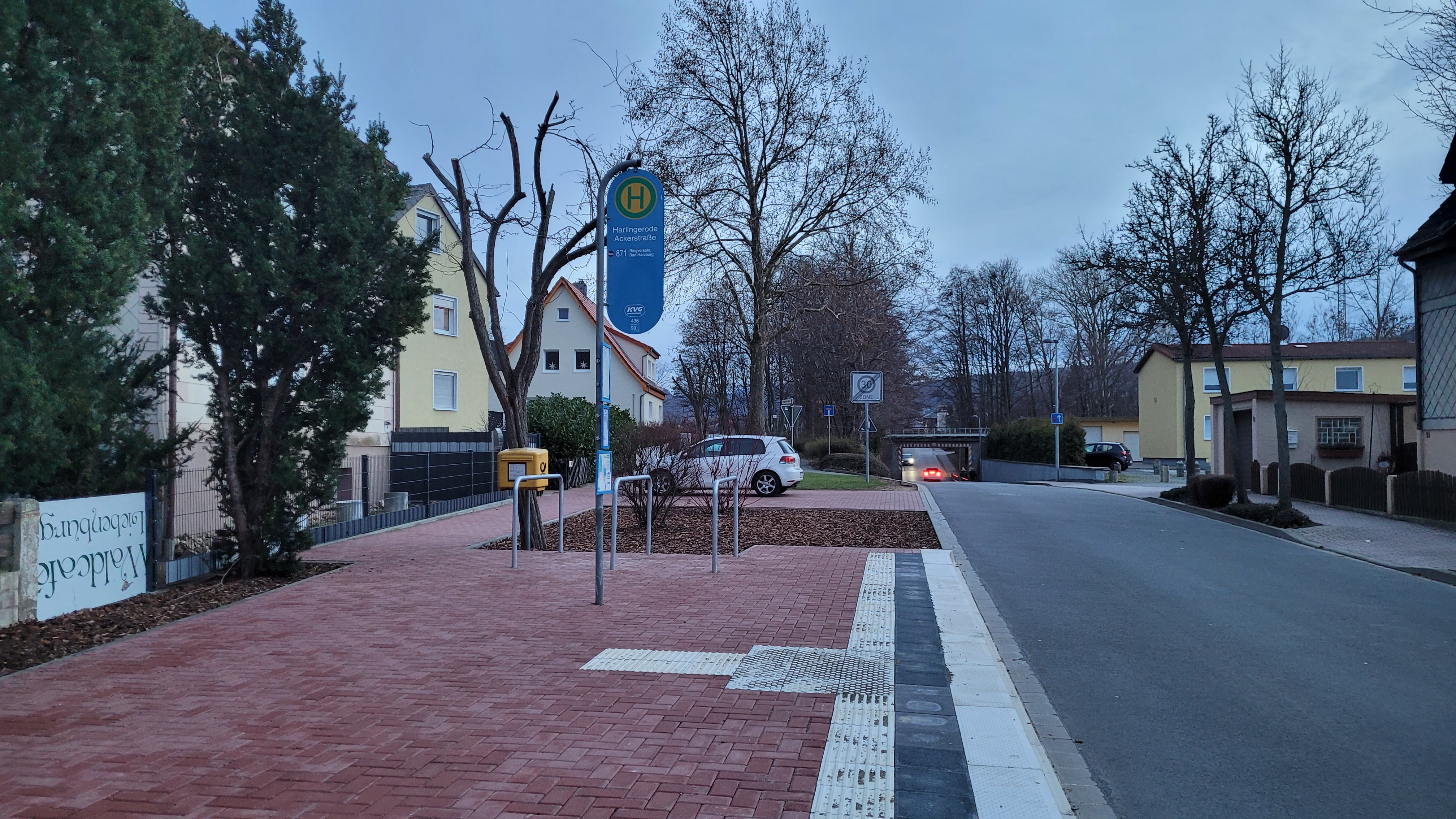
Bushaltestelle Ackerstraße kurz nach Neueröffnung, 2022

Harlingerode ist mit der Buslinie 810 Bad Harzburg – Harlingerode – Oker – Goslar im Stundentakt mit einzelnen Verstärkerfahrten an den Regionalbusverkehr mit Anschluss an den ZOB in Goslar angebunden. Betreiber ist das Unternehmen HarzBus.
Die Buslinie 871 (KVG Braunschweig, Stadtverkehr Bad Harzburg) schließt Harlingerode im Stundentakt mit einzelnen Verstärkerfahrten an die Innenstadt an und führt ringförmig durch Harlingerode.

#### Schienenverkehr

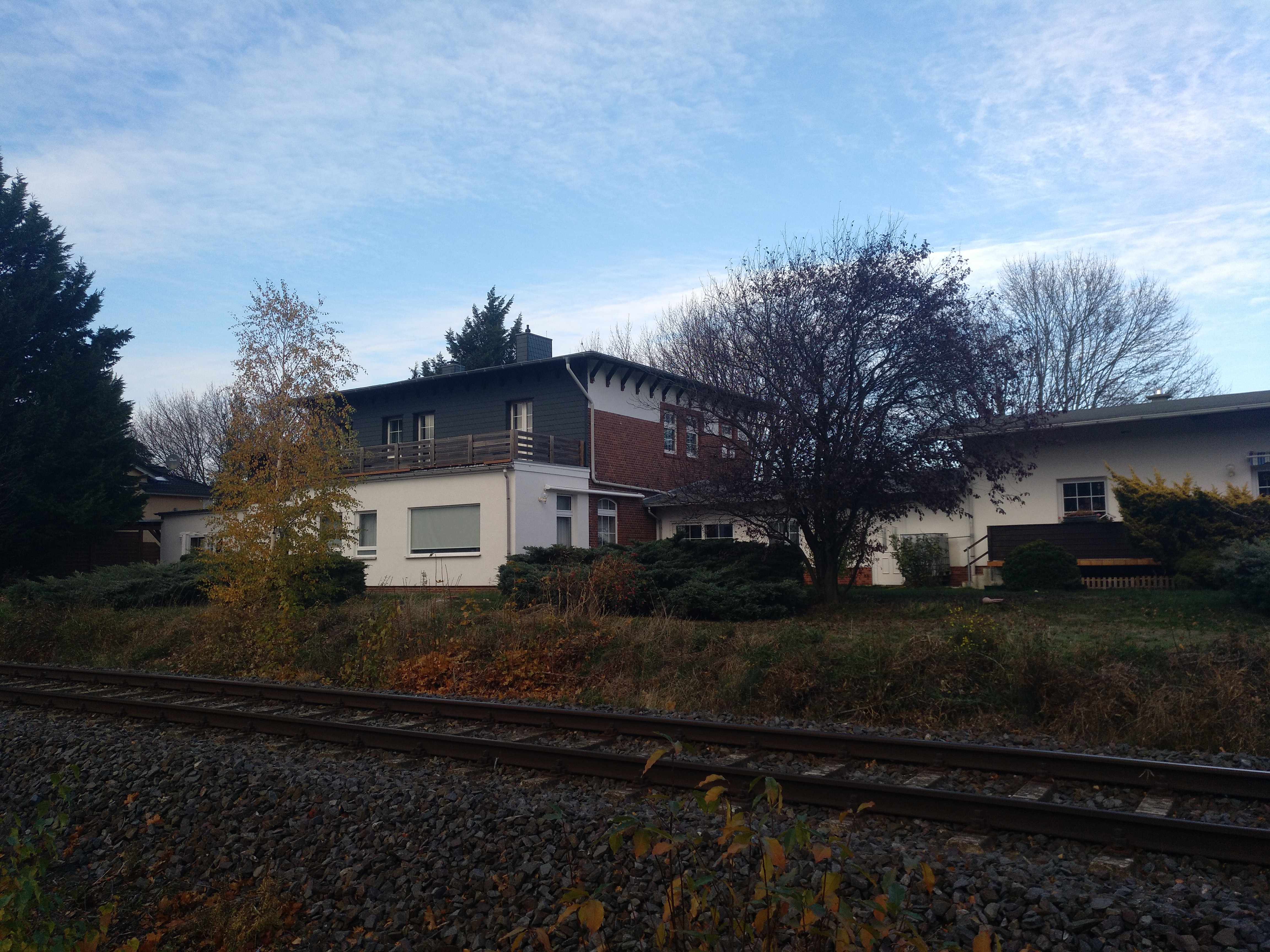
Stillgelegter Bahnhof Harlingerode, 2018

Seit dem 1. Mai 1912 ist die Bahnstrecke Bad Harzburg–Oker in Betrieb. An ihr bestand bis zum 31. Mai 1987 der Bahnhof Harlingerode.
Der Regionalverband Großraum Braunschweig hielt in ihrem Strategiepapier aus dem Jahr 2022 den Neubau eines Haltepunktes in Harlingerode als langfristige Erwägung fest. Im Rahmen der bis Ende 2023 laufenden Machbarkeitsstudie zur Elektrifizierung des Bahnhofs Bad Harzburg wird ein Haltepunkt in Harlingerode berücksichtigt. Im Falle eines Neubaus ist die Bedienung durch die RB 82 Göttingen – Kreiensen – Bad Harzburg vorgesehen.
Der Betriebsbahnhof Oker Ost westlich von Harlingerode wurde historisch im Zusammenhang mit dem Hüttenwerk Harz genutzt. Zwischen 1919 und 1954 mündete hier die elektrisch betriebene Zahnradbahn Metall- und Farbwerke Oker von einem Industriebetrieb an der heutigen Halberstädter Straße ein.
Durch die Feldmark führt im Nordwesten die 1866 erbaute Bahnstrecke Goslar–Vienenburg.

### Bildung

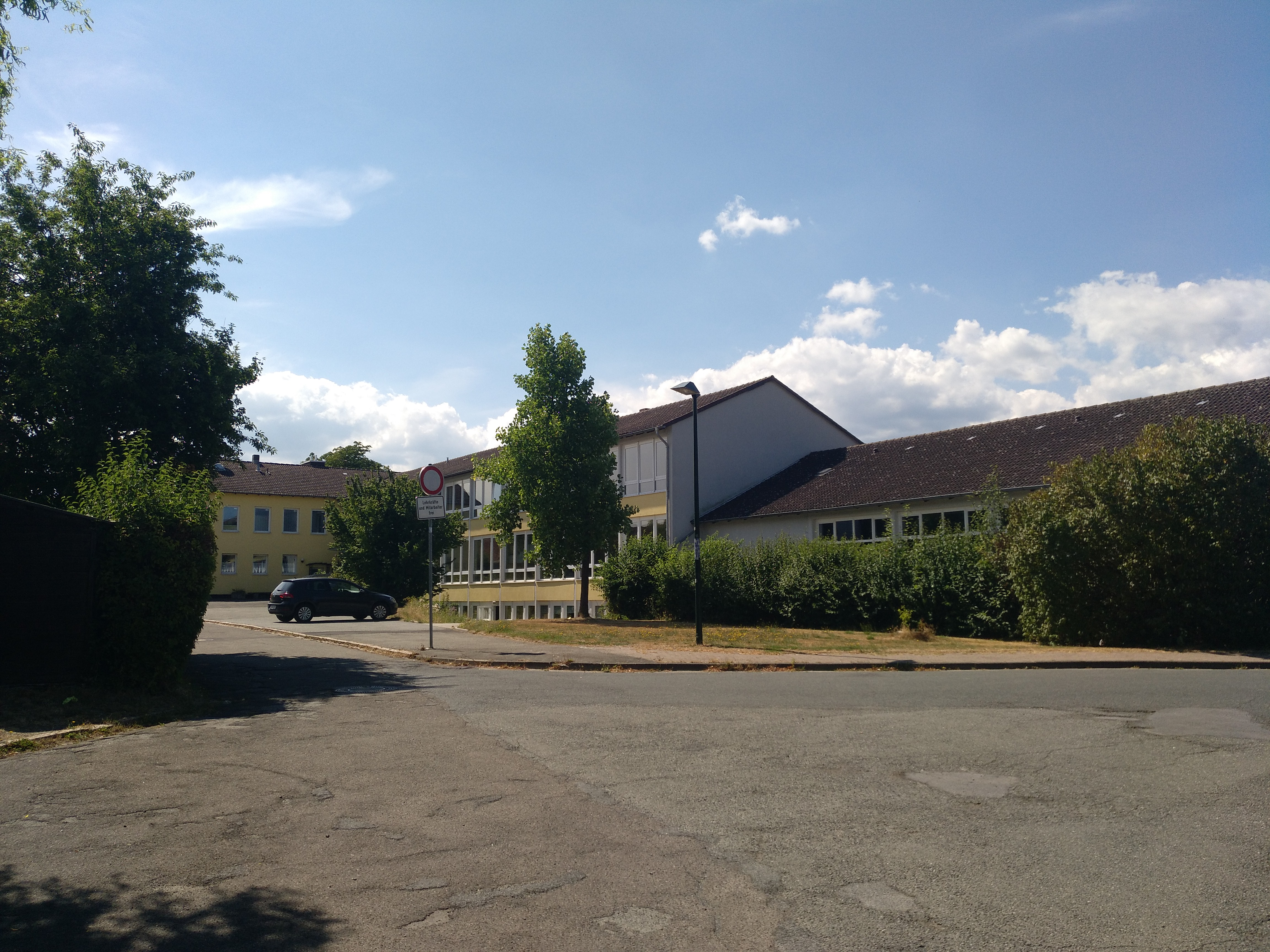
Grundschule im Ortskern

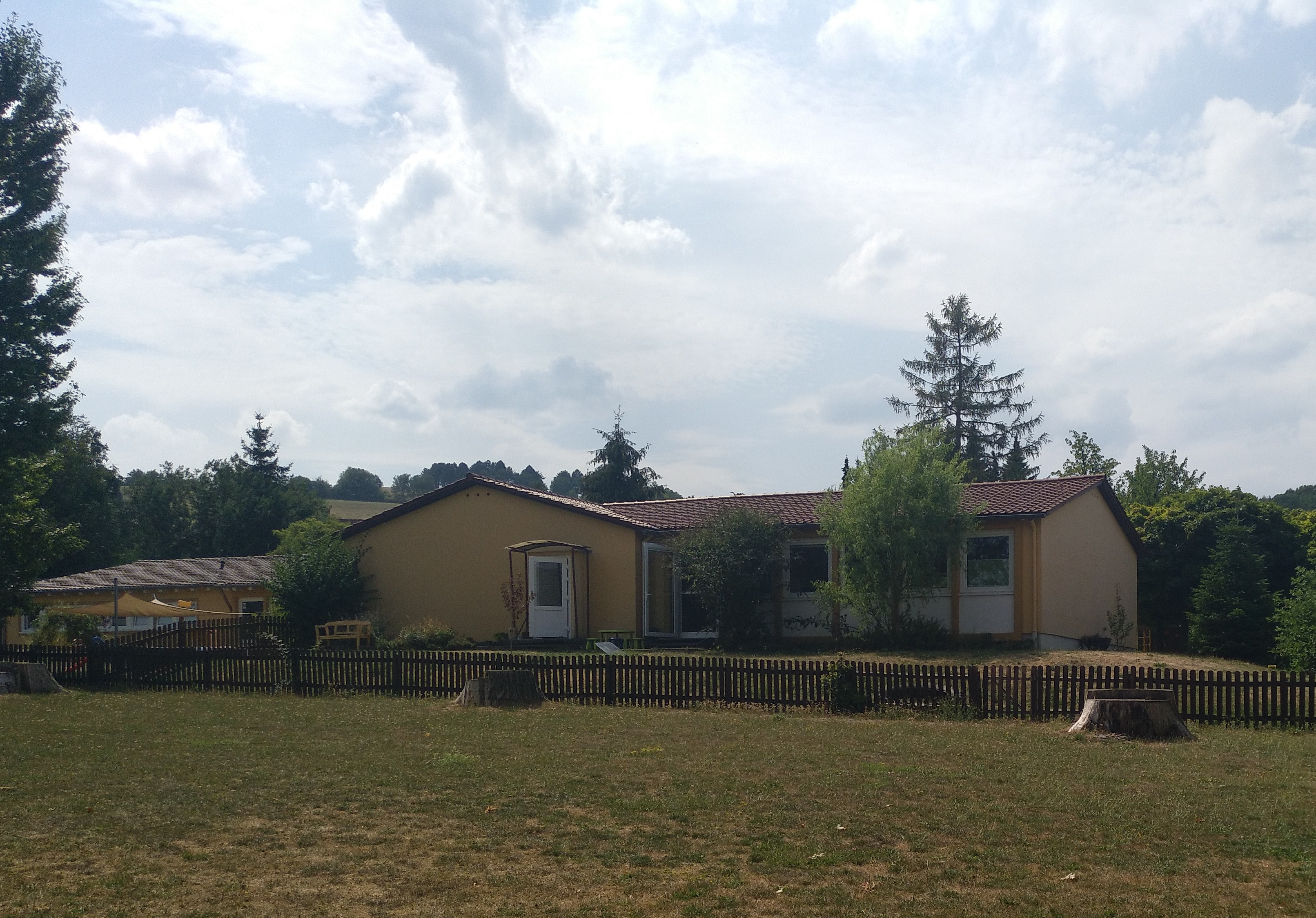
Kindertagesstätte an der Neuen Meinigstraße

Harlingerode ist Standort einer Offenen Ganztagsschule, hier wurden zum Schuljahr 2018/2019 43 Erstklässler in zwei Klassen eingeschult. Sie wurde von Mai 1954 bis zur Einweihung am 16. September 1959 nach den Plänen des Ingenieurs Karl-Heinz Plume aus Oker errichtet, um der gewachsenen Schülerzahl gerecht zu werden; der Bau galt für damalige Verhältnisse als außerordentlich vorbildlich. Die nächsten weiterführenden Schulen sind die Schule an der Deilich (Oberschule Bad Harzburg), die sich gegenüber der Kindertagesstätte Schlewecke befindet, das Werner-von-Siemens-Gymnasium im Zentrum von Bad Harzburg und das Niedersächsische Internatsgymnasium.
Die Kindertagesstätte Harlingerode wird nach dem Prinzip der pädagogischen Ganzheitlichkeit betrieben.

### Freiwillige Feuerwehr
Die örtliche Feuerwehr Harlingerode deckt die Ortsteile Harlingerode und Göttingerode ab. Im Zuge des nach dem Stadtgebiet benannten Harzburger Modells besitzen die insgesamt fünf Ortsfeuerwehren Bad Harzburgs verschiedene Aufgabenschwerpunkte, sodass die Harlingeröder Feuerwehr neben der grundsätzlichen Abdeckung auch eine Atemschutzpflegestelle unterhält, welche mit Ausnahme der Kernstadt für alle Ortsteile zuständig ist. Ferner ist ein Einsatzleitwagen der Kreisfeuerwehr stationiert. Am 27. September 2017 wurde hier die Leistungsspange, die höchste Auszeichnung der Jugendfeuerwehren, der Landkreise Goslar und Göttingen verliehen.

## Kultur und Sehenswürdigkeiten

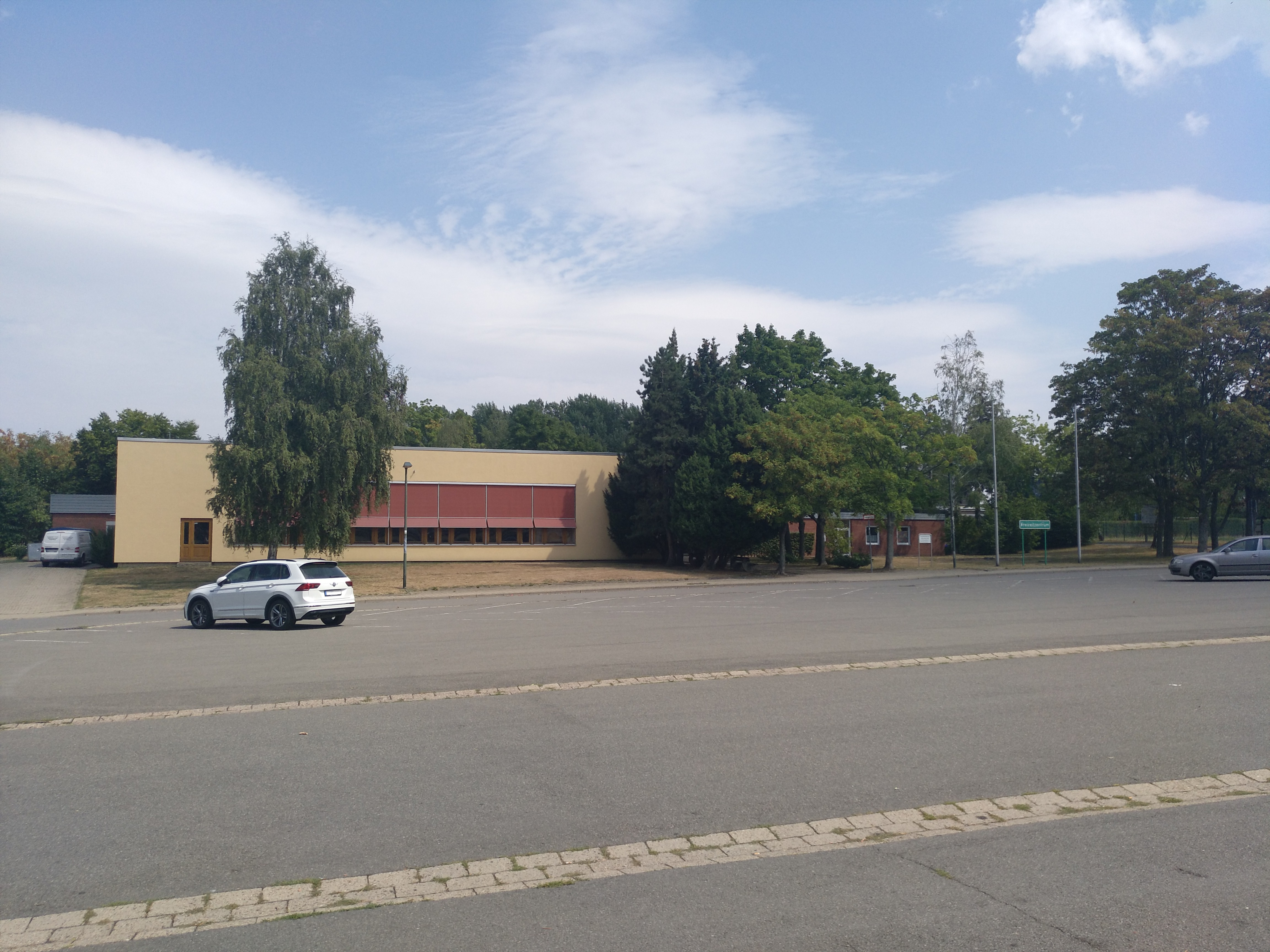
Freizeitzentrum Harlingerode

Das in den 1970er-Jahren errichtete Freizeitzentrum hat einen Mehrzweckraum mit einer Maximalkapazität von 400 Personen. Es gibt im Ort vier Spielplätze und einen Bolzplatz.
Eine moderne Zeremonie in Harlingerode ist das Einschmieren der „Erdachse“ am 3. Juni, dem Tag der Ersterwähnung. Es handelt sich hierbei um ein Stück Metallrohr, das auf dem Hof der ehemaligen Gaststätte „Zur Börse“ eingegraben wurde. Damit soll scherzhaft dem Harlingeröder Selbstverständnis Rechnung getragen werden, dass sich die Welt um die Ortschaft dreht.

### Religion

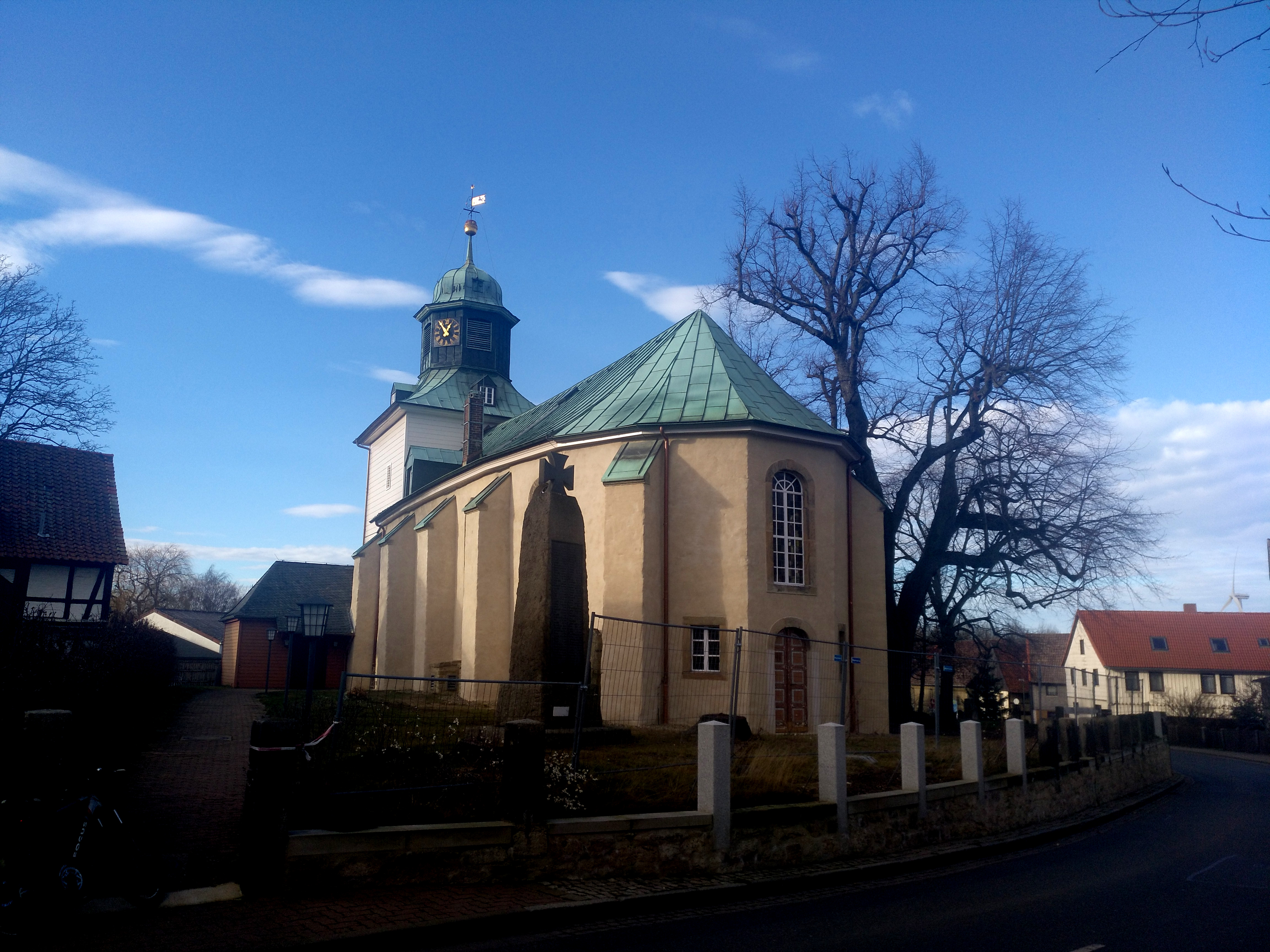
Die St.-Marien-Kirche in der historischen Dorfmitte

Die der Propstei Bad Harzburg angehörenden St.-Marien-Kirche im alten Dorfkern wurde nach einem Brand im Jahr 1748 im Barockstil wiederaufgebaut. Der Bau einer katholischen Kirche an der Landstraße wurde in den 1960er-Jahren erwogen, später jedoch verworfen. Die nächste katholische Filialkirche des Bistums Hildesheim (St. Gregor VII.) befindet sich in Bündheim, die nächste Moschee in Oker.
Zum 1. Januar 2018 hin schlossen sich die Kirchengemeinden der Ortsteile Harlingerode, Schlewecke, Bad Harzburg-Stadt und Bündheim zu einem Verband zusammen.

### Sport

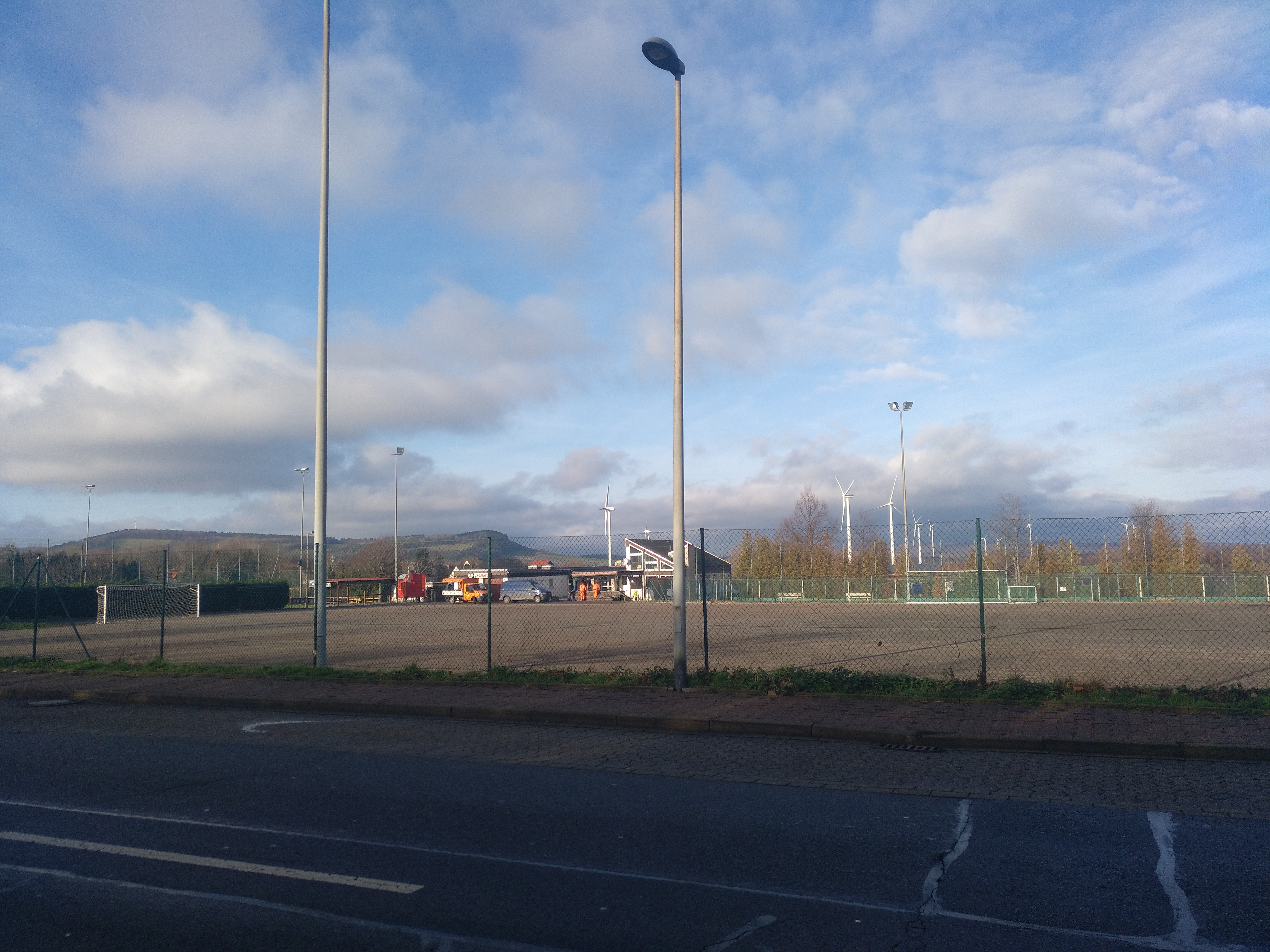
Sportheim an der Planstraße

An der Planstraße im Nordosten des Ortes befindet sich ein 1922 eingeweihtes und in den 1970er-Jahren ausgebautes Sportheim mit Spielplätzen für Fußball, Tennis, Leichtathletik und Softball. Träger des Platzes ist der Verein MTV Brunonia Harlingerode von 1883 e. V. Gegründet wurde der Verein 1883 im heute nicht mehr existierenden Gasthof „Zum Kruge“, die Vereinsfarben blau-gelb sowie die Auswahl der Landesgöttin Brunonia als Namensspenderin stehen in der Natur zur damaligen Zugehörigkeit zum Herzogtum Braunschweig zu jener Zeit. Mangels Turnplatz und Geld wurden in dieser frühen Zeit die Übungen noch in einer Scheune ausgetragen, die Sportgeräte waren improvisiert und wurden noch selbst angefertigt. Nach einiger Zeit wurde ein Turnplatz auf dem Gelände „In der Nachthude“ mit festen Turngeräten aus Holz und Stahl errichtet.
Weitere Vereine sind:
- Harzer Roller Harlingerode
- TTC Rot Weiß Harlingerode

#### Fußball
Der Sportclub 1918 Harlingerode e. V. Harlingerode wurde am 1. März 1918 als Nachfolger des FC Hohenzollern Harlingerode von 1909 im mittlerweile geschlossenen Lokal „Zum deutschen Kaiser“ gegründet.

#### Sportschießen
Die Schützengesellschaft Harlingerode v. 1927 e. V. hat ihren Sitz an der Göttingeröder Straße. Das jetzige Vereinsgebäude wurde 1963 errichtet, die Gründung der Damenmannschaft erfolgte drei Jahre später. Der Verein verfügt über Stände für Laser-, Luft-, Kleinkalibergewehre und reguläre Sportpistolen.

## Persönlichkeiten

### Söhne und Töchter des Ortes
- Conrad Willgerodt (1841–1930), Chemiker und Namensstifter der Willgerodt-Kindler-Reaktion
- Bodo Kroehl (1873–1961), Politiker (CDU) und Bergwerksdirektor
- Günther Nebelung (1896–1970), Jurist
- Willi Bartels (1914–2007), „König von St. Pauli“
- Günter Riegner (1951–1995), Orgelbauer
- Karl Krause (* 1960), Ingenieur, Manager und Vorstandsvorsitzender
- Christoph Willeke (* 1997), Politiker und MdL (SPD)

### Personen, die mit dem Ort in Verbindung stehen
- Wilhelm Baumgarten (1913–1996), Schuldirektor, späterer Bürgermeister (SPD) der Gemeinde Harlingerode und Präsident des Niedersächsischen Landtages von 1967 bis 1974
- Heinrich Klages (1875–1969), im Ort maßgeblich tätiger Unternehmer
- Horst Voigt (* 1933), ehemaliger Gemeindedirektor (SPD) der Gemeinde Harlingerode und Präsident des Niedersächsischen Städtetages
- Heinz Hoenig (* 1951), Schauspieler, wuchs in Harlingerode auf